# Hugo Lloris
Pour les articles homonymes, voir Lloris.
Hugo Lloris (prononcé en catalan : [ʎoɾis]), né le 26 décembre 1986 à Nice, dans les Alpes-Maritimes, est un footballeur international français qui évolue au poste de gardien de but au Los Angeles FC.
Hugo Lloris commence sa carrière en 2005 dans le club de sa ville natale, l'OGC Nice, où il se distingue rapidement. Trois ans plus tard, il rejoint l'Olympique lyonnais et s'affirme comme étant le meilleur gardien français de sa génération. Élu trois fois meilleur gardien de Ligue 1, il atteint les demi-finales de la Ligue des champions en 2010 avec son club puis remporte la Coupe de France en 2012, année où il s'engage avec l'équipe londonienne de Tottenham Hotspur.
Lloris est un atout important et régulier des Spurs (devenant leur capitaine en 2015), qui brillent en Ligue des champions dont ils atteignent la finale en 2019. Il est le joueur le plus capé de l'histoire de Tottenham Hotspur sur l'ère de la Premier League et est également le gardien français le plus capé sur la scène européenne et en Ligue des champions. Après plus d'une décennie passée sous les couleurs londonienne, Lloris quitte l'Europe à l'âge de 37 ans pour la MLS et le Los Angeles FC.
Au niveau international, il fait ses débuts en équipe de France en 2008, devient titulaire l'année suivante puis capitaine de la sélection après le fiasco de Knysna lors de la Coupe du monde 2010. Il dispute avec les Bleus trois Championnats d'Europe, parvenant jusqu'en finale en 2016, ainsi que quatre Coupes du monde, égalant le record de participations de Thierry Henry et remportant la compétition en 2018 puis étant finaliste en 2022. Hugo Lloris est donc le deuxième capitaine français à soulever le trophée planétaire, vingt ans après son sélectionneur Didier Deschamps en 1998. Devenu recordman du nombre de capitanats en 2016, il devient le joueur le plus capé de l'histoire de l'équipe de France avec 145 sélections devant Lilian Thuram lors du Mondial 2022, à l'issue duquel il annonce la fin de sa carrière internationale, après 14 ans passés sous le maillot des Bleus.

## Étymologie du patronyme
Lloris est un nom de famille catalan. Il pourrait constituer l'équivalent de l'espagnol Loriz qui désigne le « fils de Loro » ou bien être issu d'un toponyme.

## Biographie

### Formation et débuts en pro
Hugo Lloris rejoint l'OGC Nice à l'âge de dix ans après avoir été repéré par Dominique Baratelli l'année précédente, alors qu'il jouait au CEDAC, petit club amateur du quartier niçois de Cimiez.
Au début de la saison 2005-2006, il est nommé gardien remplaçant de l'équipe première, à la suite de la retraite de Bruno Valencony, le titulaire étant Damien Grégorini. Son entraîneur, Frédéric Antonetti, lui accorde sa confiance en faisant de lui le gardien titulaire de l'équipe en Coupe de la Ligue. C'est donc au troisième tour de la compétition que le jeune gardien dispute son premier match professionnel, obtenant un clean sheet lors de la victoire des Niçois face à La Berrichonne de Châteauroux (2-0). Il dispute tous les matchs de la compétition, permettant à Nice d'éliminer les Girondins de Bordeaux (2-1), ainsi que l'AS Monaco (1-0) et d'ainsi accéder à la première finale de son histoire. Entre-temps, Lloris dispute son premier match de Ligue 1 le 18 mars 2006 face à Nancy (victoire 1-0), soit un jour après avoir signé son premier contrat professionnel. Titulaire lors de la finale de la Coupe de la ligue, également face à Nancy, Lloris ne parvient à empêcher la défaite de son équipe (1-2).
La saison suivante, il est promu au poste de numéro 1 en championnat devant Grégorini, qui quitte le club pour Nancy. Il dispute 37 des 38 rencontres de Ligue 1 à tout juste 20 ans. Le 27 janvier 2007, il réalise une performance de très haut niveau face au futur champion, l'Olympique lyonnais pour permettre à son équipe d'arracher un point à Gerland (1-1). Il se distingue également face à Auxerre en réalisant notamment une manchette impressionnante sur une reprise de la tête de Jean-Pascal Mignot (0-0). À la fin de la saison, malgré la décevante 16e place du club, Lloris permet à Nice d'être tout de même la cinquième meilleure défense du championnat, ayant notamment gardé treize fois sa cage inviolée. La médiatisation qui entoure ses performances en championnat suscite l'intérêt de plusieurs clubs mais il décide de prolonger le contrat qui le lie à Nice d'une année supplémentaire.
Pour sa troisième saison niçoise, Hugo Lloris réalise des performances dans la continuité de la saison précédente. Cependant, son exercice est marqué par plusieurs blessures, telles qu'une blessure aux ligaments du genou lui ayant fait rater une grande partie du début de saison, avant qu'il ne revienne définitivement le 24 novembre 2007 pour une victoire face au Paris SG (2-1). En fin de saison, il se blesse également au poignet face à l'Olympique lyonnais, ce qui met fin à sa saison et empêche sa participation à l'Euro 2008 avec l'Équipe de France. Malgré tout, il permet au club de terminer à la huitième place du championnat, soit le meilleur classement de l'équipe depuis la sixième place de la saison 1988-1989. En 30 apparitions en championnat, il encaisse seulement 24 buts et réalise 13 clean sheets, ce qui lui vaut d'être nommé dans la catégorie « meilleur gardien de Ligue 1 » aux Trophées UNFP 2008.

### Olympique lyonnais
À l'issue de la saison 2007-2008, Hugo Lloris signe un contrat de cinq ans avec l'Olympique lyonnais ; le transfert est estimé autour de 10 millions d'euros. Le jeune gardien succède ainsi à Grégory Coupet, parti à l'Atlético Madrid. Les rumeurs l'envoyaient à l'AC Milan puisqu'un accord avait apparemment été trouvé mais aurait été empêché par le refus de Christian Abbiati de partir à Palerme, poussant Lloris à rejoindre les Lyonnais en raison de son temps de jeu qui aurait été incertain en Italie.

#### Saison 2008-2009
Le 2 août 2008, il prend part à son premier match officiel sous le maillot lyonnais lors du Trophée des champions face aux Girondins de Bordeaux. Il se démarque en réalisant plusieurs arrêts décisifs puis en arrêtant deux tirs lors de la séance de tirs au but. Malgré cela, l'Olympique lyonnais s'incline par cinq tirs au but à quatre, et perd le trophée qu'il détenait depuis 2002. Par la suite, Hugo Lloris dispute son premier match en championnat sous ses nouvelles couleurs lors de la première journée contre Toulouse pour une victoire 3-0. Lors des trois matchs suivants, Lloris n'encaisse aucun but, série qui s'est stoppée à la suite d'une victoire 3-2 contre son ancien club, l'OGC Nice. Qualifié en Ligue des champions grâce à son titre de champion de France, l'OL fait découvrir à Lloris la plus prestigieuse des compétitions européennes à tout juste 21 ans. Il se distingue dès le deuxième match de poule face au Bayern Munich à l'Allianz Arena en repoussant notamment des tentatives de Philipp Lahm ou encore de son coéquipier en équipe de France, Franck Ribéry. Sa performance permet ainsi à l'OL de ramener un point précieux de Munich (1-1). Cependant, une défaite face à ces mêmes Munichois (2-3) voit les Lyonnais terminer à la deuxième place du groupe.
En Ligue 1, Lloris se montre décisif pour son équipe, multipliant les prestations de haut niveau, notamment face à Sochaux (2-0), ou encore face au Mans (1-3), où il réussit deux parades réflexes à bout portant face aux attaquants Roland Lamah et Fredrik Strömstad. Le 21 février 2009, il se distingue face à Nancy en détournant un penalty tiré par Youssouf Hadji, permettant à Lyon de s'imposer (0-2). Il se montre également héroïque lors du huitième du finale aller de la Ligue des champions face au favori de la compétition : le FC Barcelone. Il réalise un gros match, se distinguant par un réflexe remarquable sur une tête de Gerard Piqué, permettant ainsi à Lyon de faire match nul (1-1). Cependant, lors du match retour, à l'image de son équipe, Lloris est impuissant face aux attaques catalanes et l'Olympique lyonnais est éliminé face au futur vainqueur de la compétition (5-2).
La fin de saison lyonnaise a des allures de catastrophe malgré les performances de son gardien et le club rhodanien laisse filer son titre de champion de France au profit des Girondins de Bordeaux et termine à la troisième place du classement. D'un point de vue personnel, Hugo Lloris n'encaisse que 27 buts en 35 matchs, gardant pas moins de 16 fois sa cage inviolée. En raison de ces excellentes statistiques, il est nommé pour le Trophée UNFP du meilleur gardien de Ligue 1, en concurrence avec Cédric Carrasso, Nicolas Douchez ou encore Steve Mandanda. Le 24 mai 2009, Hugo Lloris remporte la récompense et figure également dans l'équipe-type du championnat,.

#### Saison 2009-2010: l'épopée en Ligue des champions
Hugo Lloris commence l’exercice 2009-2010 sur les chapeaux de roues en réussissant quatre clean sheets lors des huit premiers matchs de Ligue 1. Le 20 septembre 2009, l'Olympique lyonnais affronte le Paris Saint-Germain sur sa pelouse, lors du choc de la sixième journée du championnat. Hugo Lloris est auteur d'un match exceptionnel, réalisant pas moins de cinq parades décisives, telles qu'une claquette du bout des doigts sur un coup franc de Marcos Ceará et surtout une horizontale réflexe sur une tête de Guillaume Hoarau. Cette prestation permet à Lyon de ramener un point précieux du Parc des Princes (1-1) et vaut à Lloris plusieurs éloges, notamment de la part de son prédécesseur dans les buts lyonnais, Grégory Coupet, qui affirme que Lloris « a le potentiel pour devenir un grand gardien »,. Pour ses excellentes performances pendant le premier mois de la saison, Lloris remporte le Trophée UNFP du joueur du mois de septembre de Ligue 1. L'Olympique lyonnais, qualifié en Ligue des champions grâce à sa troisième place de la saison précédente, se retrouve dans le groupe E, en compagnie notamment de la Fiorentina et de Liverpool. Après les deux premiers matchs de poule lors desquels le portier français obtient deux clean sheets, les Lyonnais se déplacent à Anfield sur la pelouse des Reds. Impuissant face à l'ouverture du score de Yossi Benayoun, le gardien niçois multiplie les interventions face aux attaques anglaises, notamment en réalisant deux claquettes réflexes sur des têtes de Fábio Aurélio et Dirk Kuyt, ce qui permet aux Lyonnais de signer un succès historique (1-2). Lors du match retour à Gerland, Lloris s'interpose magnifiquement sur une tentative lobée de Kuyt, puis remporte son face à face avec Andriy Voronin, ce qui permet à Lyon de faire match nul (1-1) et de se qualifier pour les huitièmes de finale de la compétition. Le 8 novembre 2009, Lloris et les Lyonnais réalisent un match nul incroyable contre l'Olympique de Marseille, qui s'achève sur le score de 5-5. Hugo Lloris se rend cependant coupable d'une faute de main lors de ce match, amenant au premier but marseillais.

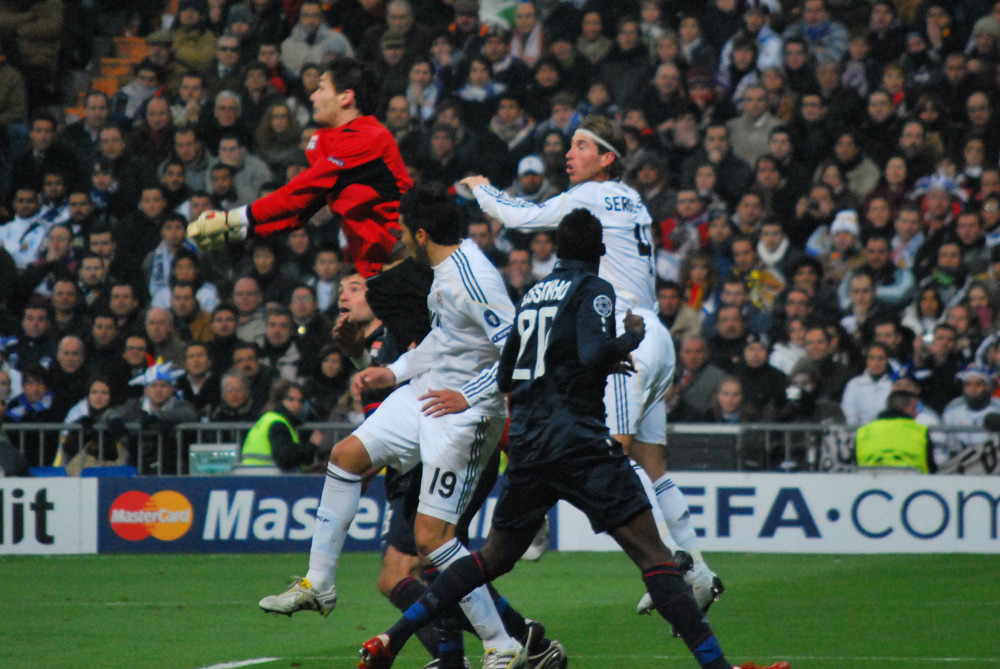
Hugo Lloris s'interposant face à Sergio Ramos lors du match retour entre l'Olympique lyonnais et le Real Madrid, le 10 mars 2010.

En février 2010, Hugo Lloris parvient à garder sa cage inviolée en Ligue 1 pendant cinq matchs consécutifs, soit pendant une durée de plus de 450 minutes. Cette série permet de rassurer l'OL défensivement, dont la fébrilité lors des mois de décembre et de janvier avait été la principale cause de la chute au classement de l'équipe, qui revient ainsi dans la course au titre. Qualifié en huitièmes de finale de la Ligue des champions grâce à sa deuxième place obtenue derrière la Fiorentina, l'Olympique lyonnais se retrouve confronté au géant espagnol : le Real Madrid. À la surprise générale, les Gones parviennent à s'imposer lors du match aller, sur le score de 1-0, grâce notamment à Lloris, qui se distingue en remportant d'une main ferme un face à face avec Gonzalo Higuaín. Lors du match retour au Santiago Bernabéu, Lloris s'incline dès la cinquième minute sur une frappe croisée de Cristiano Ronaldo, mais multiplie les interventions aériennes pour éviter que son équipe ne prenne l'eau. Le gardien français s'interpose également sur une frappe au sol de Higuaín en effectuant une parade réflexe. Alors que les minutes défilent, l'OL reprend peu à peu le jeu à son compte et égalise à un quart d'heure du terme. Le score n'évolue plus (1-1) et l'Olympique lyonnais élimine un grand d'Europe pour la première fois de son histoire et se qualifie en quarts de finale. L'OL y affronte Bordeaux, pour un quart de finale 100 % français. Alors que les Lyonnais mènent 2-1, Lloris sort d'une claquette main gauche un extérieur du pied de Marouane Chamakh à la 60e minute, empêchant les Bordelais d'égaliser à deux buts partout et l'Olympique lyonnais remporte finalement le match 3-1. Lors du match retour au stade Chaban-Delmas, il rejette d'une claquette une tête de Wendel dans le temps additionnel, qui aurait permis aux Bordelais de se qualifier (ils menaient 1-0) et qui ouvre surtout à l'Olympique lyonnais les portes des demi-finales pour la première fois de son histoire. Opposés au Bayern Munich, les Lyonnais ne font pas le poids face aux Allemands et sont éliminés au portes de la finale (1-0 ; 0-3).

En Ligue 1, la lutte pour le titre se joue entre les deux clubs olympiques (Lyon et Marseille) et c'est finalement l'OM qui l'emporte, Lyon finissant à la deuxième place du classement, à un point seulement de Auxerre. En 36 rencontres disputées, Hugo Lloris encaisse 33 buts, mais réalise pas moins de 16 clean sheets. De nouveau nommé pour le Trophée UNFP du meilleur gardien du championnat, il le remporte le 9 mai 2010 pour la deuxième année consécutive, et ce malgré la concurrence de Steve Mandanda et de Stéphane Ruffier.

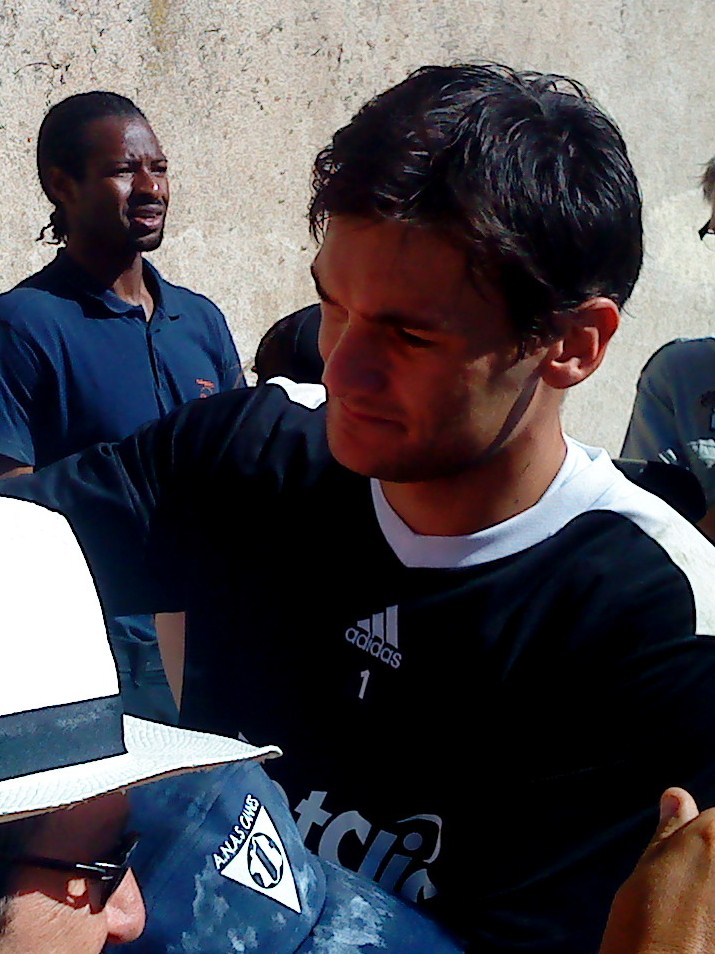
Hugo Lloris en 2010.

#### 2010-2012: trophées et départ
Hugo Lloris est nommé dans la catégorie « meilleur gardien de but » lors des UEFA Club Football Awards, qui récompense le meilleur gardien de la précédente Ligue des champions. S'étant distingué en portant Lyon jusqu'en demi-finale, Lloris est cependant devancé par Júlio César qui remporte la récompense, après avoir gagné la compétition avec l'Inter Milan.
En Ligue 1, l'Olympique lyonnais réalise un début de saison catastrophique, ne remportant qu'un match sur ses sept premiers. Cependant, l'OL parvient à améliorer sa forme et enchaîne pas moins de treize rencontres sans défaites. Lors de cette période faste, Lloris se montre à son avantage, notamment le 17 octobre 2010 face au LOSC Lille. Le gardien français réalise pas moins de quatre parades décisives, avec à la clé une envolée exceptionnelle sur une frappe en finesse de Moussa Sow. Cette performance permet à Lyon de s'imposer face à un concurrent direct pour le titre et la qualification en Ligue des champions (3-1),. En coupe d'Europe, Hugo Lloris se distingue notamment face à Schalke 04, où il effectue deux envolées impressionnantes sur des tentatives de Jefferson Farfán et de Christoph Moritz. Le club termine à la deuxième place du groupe derrière l'équipe allemande et se qualifie pour les huitièmes de finale de la compétition.
En championnat, l'OL enchaîne des résultats variés, avec notamment quelques contre-performances telles que celle du 3 avril 2011 face à l'OGC Nice, l'ancien club de Lloris. En totale maîtrise, Lyon parvient à mener 2 buts à 0 à la mi-temps, et en seconde période Hugo Lloris repousse même un penalty. Cependant, les Niçois parviennent miraculeusement à marquer deux buts dans le temps additionnel. Les chaînes de télévision sportives parviennent alors à enregistrer une scène étonnante ; en effet, frustré et extrêmement en colère, Hugo Lloris invective en des termes forts ses coéquipiers, lassé de perdre des points bêtement,. Une semaine plus tard, après la victoire face à Lens (3-0), Lloris, interrogé par le Canal Football Club, explique que ce coup de sang était avant tout « une réaction humaine » et que cela a finalement été bénéfique pour l'ensemble de l'équipe lyonnaise.
En mauvaise posture lors d'une majeure partie de la saison, l'OL termine malgré tout à la troisième place du championnat derrière l'Olympique de Marseille et le LOSC Lille. L'équipe est également éliminée en huitièmes de finale de la Ligue des champions face au Real Madrid (1-1 ; 3-0). Malgré sa bonne saison d'un point de vue personnel, Hugo Lloris a concédé une quarantaine de buts en championnat et perd son titre de meilleur gardien au profit de Steve Mandanda.
Hugo Lloris commence sa quatrième saison lyonnaise sereinement, mais lors de la 7e journée du championnat, il est sanctionné d'un carton rouge direct à la suite d'une sortie hasardeuse qui coûte un pénalty à son équipe qui s'incline (1-0). Auteur cependant d'un bon début de saison 2011-2012, il prolonge son contrat de deux saisons supplémentaires le 3 octobre 2011, ce qui le lie désormais à l'OL jusqu'en 2015. Le 29 octobre, Hugo Lloris se distingue d'un arrêt réflexe exceptionnel sur une tête à bout portant de Pierre-Emerick Aubameyang, permettant à Lyon de s'imposer dans le derby face à l'AS Saint-Étienne (2-0). En Ligue des champions, Lloris brille lors de la phase de groupe, notamment face à l'Ajax Amsterdam où il réalise une splendide claquette main opposée sur une frappe lointaine de Christian Eriksen (0-0). L'OL termine à la deuxième place du groupe derrière le Real Madrid et se retrouve éliminé à la surprise générale par l'APOEL Nicosie en huitièmes de finale. En Coupe de la Ligue, Lyon se hisse jusqu'en finale face à l'Olympique de Marseille mais s'incline malgré une bonne performance de Hugo Lloris, auteur de deux parades réflexes face à Morgan Amalfitano et à Jordan Ayew (0-1). Cependant, le club se rattrape en Coupe de France. En effet, l'OL parvient à atteindre la finale, après avoir notamment éliminé le Paris Saint-Germain en quarts de finale, match lors duquel Hugo Lloris se distingue par plusieurs arrêts décisifs (1-3). Opposé en finale face à l'US Quevilly, Lyon s'impose et Lloris s'illustre par une claquette sur la barre transversale à l'heure de jeu (1-0). En championnat, Lyon termine à la quatrième place du championnat, insuffisant pour se qualifier en Ligue des champions. Hugo Lloris est quant à lui élu meilleur gardien du championnat pour la troisième fois de sa carrière.
Au début de la saison 2012-2013, l'Olympique lyonnais fait face à plusieurs problèmes financiers, ce qui conduit le club à vouloir réduire la masse salariale de ses joueurs en les vendant. Un possible transfert de Hugo Lloris est alors évoqué, le principal club intéressé étant Tottenham Hotspur. Malgré ces rumeurs, le gardien français commence l'exercice en tant que titulaire, remportant d'ailleurs le Trophée des champions face à Montpellier, finale lors de laquelle il se distingue en arrêtant deux penalties lors de la séance de tirs au but (2-2 a.p. ; 4-2 t.a.b.).

### Tottenham Hotspur

#### 2012-2014: débuts en Angleterre
Le 31 août 2012, Hugo Lloris signe un contrat de quatre ans avec le club anglais de Tottenham Hotspur, pour 10 millions d'euros (et 5 millions d'euros de bonus). Mis en concurrence avec le gardien titulaire, l'Américain Brad Friedel (alors âgé de 41 ans), il est titulaire pour la première fois avec les Spurs le 20 septembre suivant à l'occasion du premier match de la phase de groupes de la Ligue Europa face à la Lazio (0-0). Le 7 octobre 2012, le gardien français joue pour la première fois en Premier League lors de la victoire des siens face à Aston Villa (2-0) lors de la septième journée de championnat et devient peu à peu titulaire devant Friedel. Sa position est cependant fragilisée, puisque le 8 novembre lors du quatrième match de poule européen face à Maribor, il commet une erreur coûtant un but à son équipe malgré la victoire finale (3-1).
Pour ses performances lors du mois de décembre où il garde quatre clean sheets en six matchs, Hugo Lloris est nommé au prix du joueur du mois de Premier League mais la récompense est attribuée à Robin van Persie. En Premier League, il se montre décisif plusieurs fois, notamment lors du North London Derby contre Arsenal (victoire 2-1) ou encore contre Manchester City (victoire 3-1). Cependant, il commet une énorme erreur lors du match face à Liverpool à Anfield, ce qui coûte la victoire de son équipe (défaite 3-2). Le club atteint les quarts de finale de Ligue Europa et termine cinquième en championnat en battant leur record de points (72). Lloris termine la saison en championnat avec 27 matchs joués, comprenant 9 clean sheets.
Le 3 novembre 2013, Hugo Lloris perd connaissance plusieurs secondes lors d'un match de championnat contre Everton (0-0), à la suite d'un choc avec Romelu Lukaku. Après être resté quelques minutes au sol, il se relève, refuse de sortir et termine la rencontre, cette décision ayant par la suite été très critiquée. À la suite de plusieurs défaites humiliantes contre Manchester City, futur champion, où Lloris est coupable sur le premier but des Citizens  et Liverpool à White Hart Lane, l'entraîneur André Villas-Boas est limogé en décembre et laisse la place à Tim Sherwood. Livré le plus souvent à lui-même, Hugo Lloris encaisse pas moins de 17 buts en seulement six rencontres sur la fin du mois de novembre et plus de la moitié du mois de décembre.
Lors de la seconde partie de la saison, Lloris réalise plusieurs bonnes prestations, notamment contre Newcastle (victoire 0-4) où il réalise plusieurs parades décisives, comme notamment une envolée exceptionnelle sur une tête de Mathieu Debuchy ou encore contre Fulham (3-1) match lors duquel il arrête un penalty et réussit une claquette réflexe impressionnante sur une tête de Hugo Rodallega,. La situation instable du club engrange des rumeurs sur un possible départ du capitaine de l'équipe de France, notamment à Monaco, chose que Lloris ne tarde pas à démentir, affirmant avoir signé avec Tottenham pour jouer à l'étranger. Les Spurs terminent à la sixième place du championnat et se qualifient donc une nouvelle fois pour la Ligue Europa.

En juillet 2014, juste après la Coupe du monde, Hugo Lloris signe une prolongation avec Tottenham allant jusqu'en 2019. Il a affirmé que cette décision s'était faite grâce au projet d'avenir de l'entraîneur argentin Mauricio Pochettino, fraîchement nommé entraîneur des Spurs après la fin de la saison. 

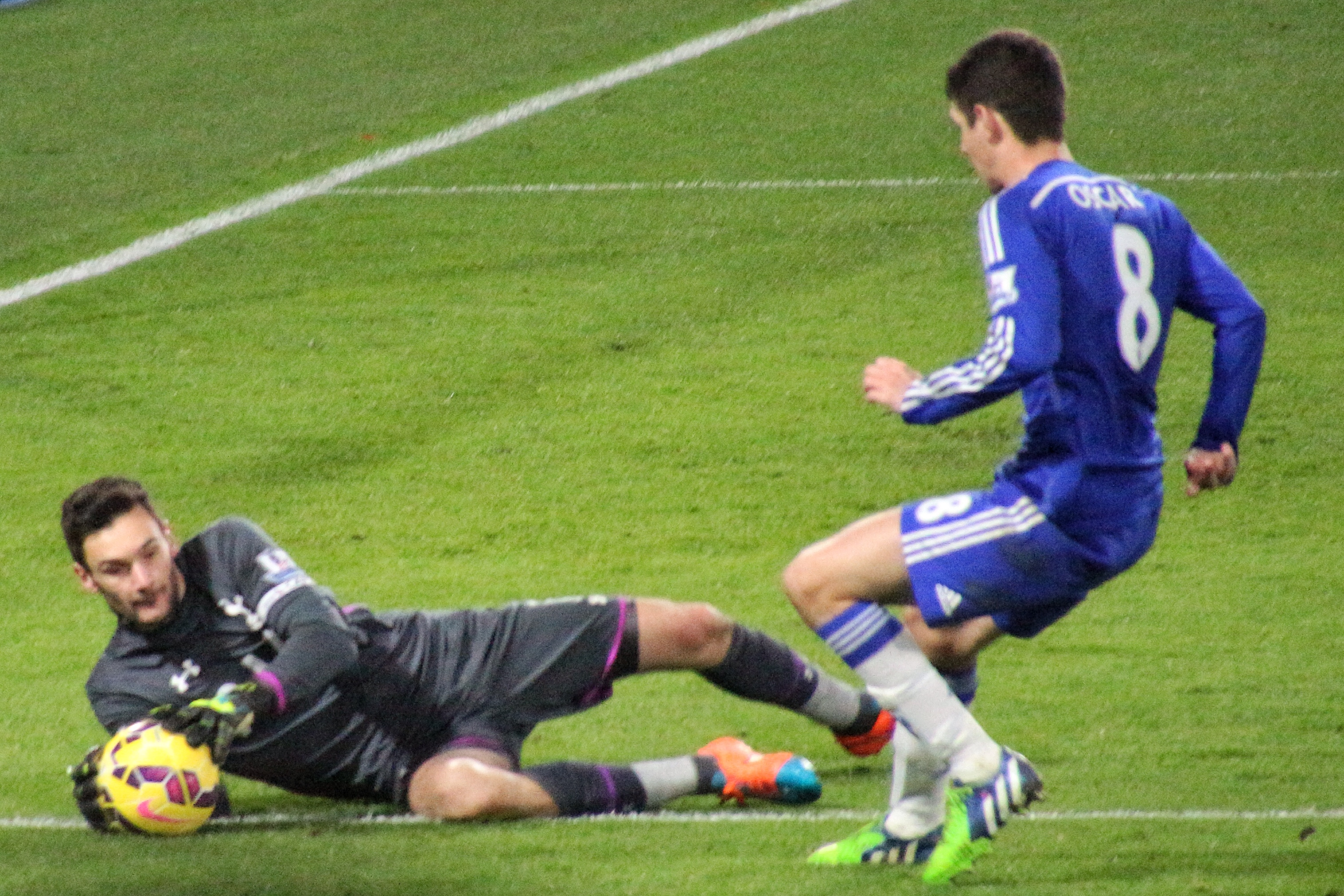
Hugo Lloris avec Tottenham en 2014-2015.

#### Saison 2014-2015: Affirmation comme l'un des meilleurs
Lors de la saison 2014-2015, il est battu en finale de la Coupe de la Ligue par Chelsea (2-0) et termine à la cinquième place du championnat. Au cours de la saison, il se distingue parmi les meilleurs gardiens au monde grâce notamment à ses arrêts de grande classe et à ses prestations de haute volée comme contre le rival Arsenal et contre Manchester United en septembre et en décembre 2014. Lors du match contre les Red Devils, Lloris réussi cinq brillantes interventions en première période notamment sur une frappe enroulée d'Ashley Young (score final 0-0).
Le 23 octobre 2014, lors d'un match du groupe C de la Ligue Europa 2014-2015, opposant son club à l'Asteras Tripolis, (marqué notamment par un triplé de Harry Kane et un magnifique but sur coup du foulard signé Erik Lamela) Hugo Lloris reçoit un carton rouge à la 87e minute pour avoir fait tomber l'ailier gauche Tasos Tsokanis. Harry Kane le remplace alors immédiatement au poste de gardien, mais ce dernier évoluant au poste d'attaquant, commet une faute de main en relâchant le ballon sur un coup franc de Jerónimo Barrales, qui inscrit le seul but tripolitain de la soirée.
Emmenés par leur jeune attaquant Harry Kane, les Spurs redeviennent un grand d'Angleterre, parvenant ainsi à accomplir plusieurs exploits, comme celui d'humilier le futur champion Chelsea à White Hart Lane sur le score de 5-3, le 1er janvier 2015. Lors de cette rencontre mémorable, Lloris réalise une magnifique parade face à César Azpilicueta à la 75e minute. En mars 2015, il se blesse dès les premières minutes de la rencontre de Premier League opposant Tottenham à Leicester City, à la suite d'un choc avec son coéquipier Kyle Walker. Cette blessure entraîne son forfait pour les trois prochaines rencontres du championnat, mais également pour les matchs de l'équipe de France opposant les Bleus au Brésil et au Danemark.
À la fin de la saison, il est annoncé au Paris Saint-Germain et au Real Madrid, bien que la rumeur la plus crédible soit celle d'un départ vers Manchester United dans le cas d'un départ de David de Gea. Cependant, Lloris décide de poursuivre sa carrière avec Tottenham, malgré son désir de jouer la Ligue des champions.

#### 2015-2018: qualifications consécutives en Ligue des champions
À partir d'août 2015, il porte le brassard de capitaine à la suite du départ de Younès Kaboul et reçoit l'entière confiance de son entraîneur, Mauricio Pochettino. Pendant la trêve estivale, il se blesse au poignet et manque le premier match de la saison contre Manchester United, perdu sur le score de 1-0. Il fait son retour lors du match suivant contre Stoke City (2-2). Tout au long de la saison, et dans la continuité de la précédente, Hugo Lloris s'affirme comme étant l'un des meilleurs gardiens de Premier League par ses arrêts époustouflants, comme lors du succès contre Manchester City (4-1), tout comme contre Crystal Palace (1-0) ou encore lors du match nul 1-1 obtenu à Anfield contre Liverpool lors duquel il effectue sept arrêts, repoussant magistralement des frappes de Philippe Coutinho et de Daniel Sturridge. Les Spurs retrouvent le podium de la Premier League pour la première fois depuis 1990, finissant la saison 2015-2016 à la troisième place derrière Arsenal et le champion surprise Leicester City. En Ligue Europa, après avoir battu la Fiorentina où Lloris est absent lors du match aller pour cause de blessure, ils sont éliminés par le Borussia Dortmund en huitièmes de finale.
Statistiquement, Hugo Lloris dispute 37 rencontres de championnat et garde 13 clean sheets au cours de l'exercice. Il se retrouve également à la tête de la meilleure défense anglaise de la saison en n'ayant concédé que 34 buts. Sa très bonne saison avec Tottenham mais également son parcours lors de l'Euro 2016 lui valent de recevoir une nomination au Ballon d'or 2016, trophée récompensant le meilleur joueur de l'année.

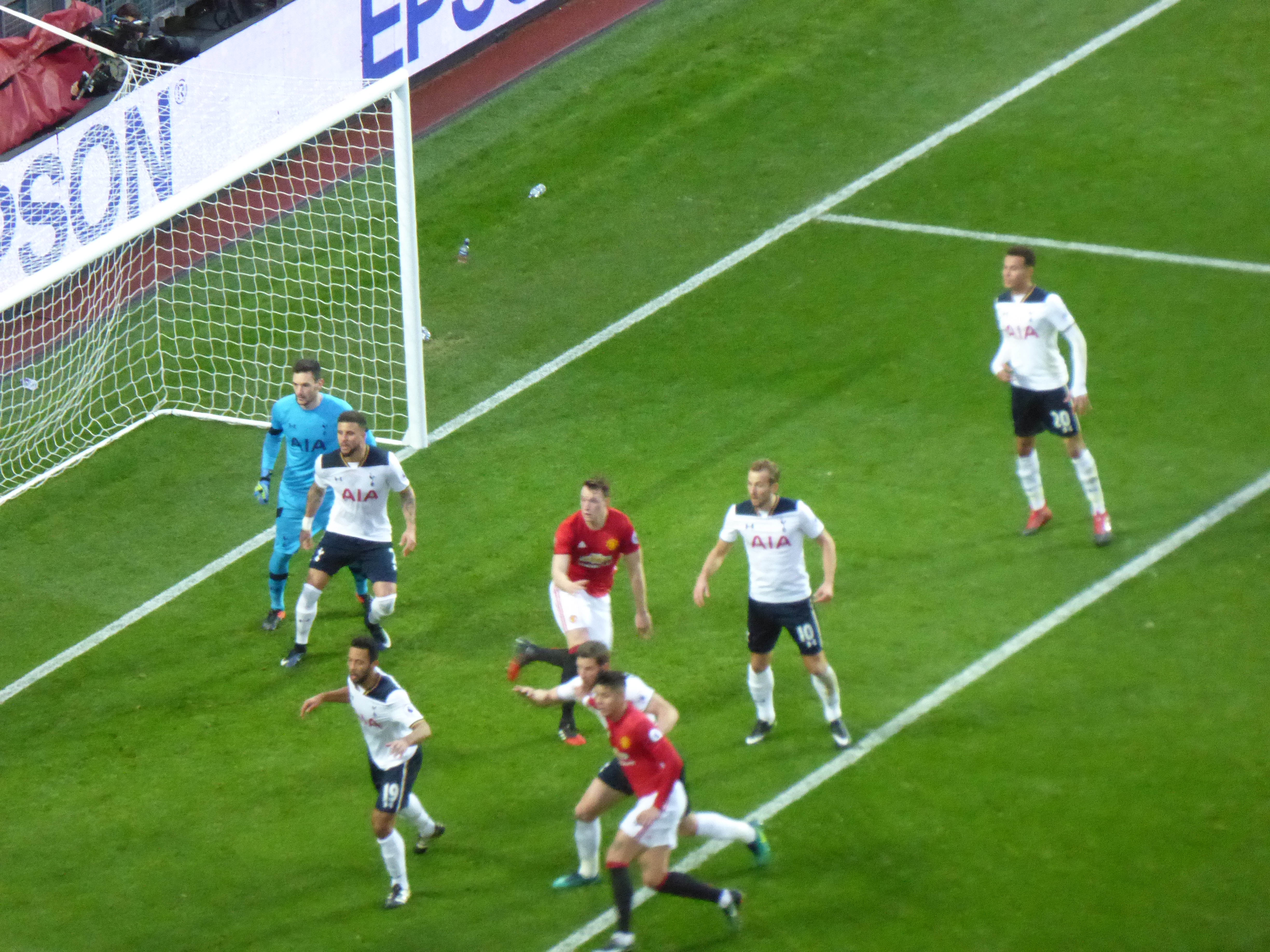
Hugo Lloris (en bleu) avec Tottenham contre Manchester United lors d'un match de championnat de la saison 2016-2017.

En décembre 2016, Hugo Lloris prolonge son contrat jusqu'en 2022, alors que plusieurs rumeurs l'annonçaient du côté du Paris Saint-Germain ou encore du côté du Real Madrid, champion d'Europe en titre. La même saison, Tottenham finit deuxième du championnat et Lloris permet aux Spurs de battre leur record de points (86). Cependant, Lloris commence mal sa saison en se blessant dès la première journée du championnat contre Everton (1-1) et ne fait son retour que lors de la quatrième journée contre Stoke City (victoire 0-4). Tout au long de la saison en championnat, il réalise des performances de très haut niveau comme lors de la victoire contre Manchester City (2-0) où il réalise quatre magnifiques parades. Il totalise 15 clean sheets au cours de la saison mais manque le trophée du Golden Glove de peu.
Lors de la Ligue des champions 2016-2017, Hugo Lloris réalise un grand match contre le Bayer Leverkusen où il réalise un arrêt de légende en s'enroulant autour du ballon sur sa ligne de but. Il stoppe également un penalty contre Monaco et effectue un total de neuf arrêts pendant le match, mais Tottenham est éliminé dès la phase de groupe. Le 2 mars 2017, il reçoit le trophée du meilleur gardien de Londres de l'année 2016, devançant ses principaux rivaux, à savoir Thibaut Courtois et Petr Čech.
Hugo Lloris réalise une saison 2017-2018 mitigée. Celle-ci commence plutôt bien et Lloris réalise un très grand match contre le Real Madrid en Ligue des champions (1-1) où il réalise sept arrêts décisifs dont une magnifique parade réflexe sur une tête de Karim Benzema, mais également plusieurs arrêts contre les puissantes frappes de Cristiano Ronaldo, ce qui lui vaut d'être nommé homme du match. Contre Liverpool (4-1) il réalise également une bonne performance en réalisant six parades dont une magnifique main opposée sur une frappe de Philippe Coutinho. Il se montre également décisif lors de la victoire de Tottenham contre le Real à Wembley (3-1) mais se blesse en fin de rencontre. Il est même évalué par l'Observatoire du football comme étant le meilleur gardien du monde de l'année 2018.
Malgré avoir réalisé une bonne phase de groupe, Tottenham est éliminé sans gloire par la Juventus de Turin (2-2 ; 1-2), malgré plusieurs arrêts décisifs de Lloris au cours de la double confrontation, notamment sur une puissante frappe croisée de Federico Bernardeschi. Cependant il commet plusieurs erreurs en Premier League lors de la deuxième moitié de la saison, notamment contre Stoke City, Chelsea ou encore le futur champion Manchester City, pour lesquelles il reçoit plusieurs critiques juste avant le début de la Coupe du monde.

#### Saison 2018-2019: une finale de Ligue des champions après la Coupe du monde
En 2018, après sa Coupe du monde et ses problèmes judiciaires, il se blesse à la cuisse et ne participe pas aux matchs de son équipe en septembre de la même année. Pour son retour le 3 octobre lors d'un match du Groupe B de Ligue des champions 2018-2019 face au FC Barcelone, il encaisse quatre buts dont une sortie ratée qui lui vaut de nombreuses moqueries sur les réseaux sociaux. Dans le même mois, il est nommé pour le Ballon d'or. Il reçoit dans le même mois un carton rouge face au PSV Eindhoven, encore en phase de groupes de Ligue des champions.
Cependant, malgré ce début de saison difficile, Hugo Lloris assume son rôle de champion du monde en titre et se montre décisif en Premier League. Il stoppe un penalty de Jamie Vardy lors de la victoire de Tottenham sur Leicester City (3-1). Le 2 mars, il en stoppe un deuxième face à Pierre-Emerick Aubameyang, cette fois ci dans le temps additionnel (90+1) du North London Derby contre Arsenal le score étant de 1-1 au moment de l'action.
Il se distingue également en Ligue des champions contre le Borussia Dortmund. Il réalise plusieurs arrêts en première mi-temps pour préserver le 0-0 (victoire 3-0), puis lors du match retour le 5 mars, alors que les Spurs auraient pu sombrer, Hugo Lloris est auteur de sept parades, dont deux spectaculaires arrêts réflexes contre Julian Weigl et contre Mario Götze, ce qui lui vaut d'être nommé homme du match (0-1). Ce clean sheet est d'ailleurs son 100e sous les couleurs des Spurs. Lors du quart de finale aller contre Manchester City, il repousse un penalty de Sergio Agüero à l'entame du match (13e) et préserve ses cages inviolées pour une victoire 1-0. Le match retour est un match d'anthologie, Lloris encaisse quatre buts mais réalise trois parades décisives qui permettent aux siens de rester dans la course alors que le score est de 4-2 pour Manchester City qui est virtuellement qualifié. Cependant, les Spurs réagissent et perdent finalement le match 4-3 et obtiennent leur ticket pour les demi-finales grâce aux buts marqués à l’extérieur.
Hugo Lloris atteint la finale de la Ligue des champions à l'issue d'une incroyable remontada de Tottenham contre l'Ajax Amsterdam. En effet, battus à domicile (0-1), les Spurs se qualifient en battant l'Ajax à Amsterdam sur le score de 2-3 grâce à un triplé de Lucas Moura dont un but dans le temps additionnel (90+6e), alors qu'à la mi-temps, l'Ajax menait 2-0. Au cours de cette double confrontation, Lloris est décisif car il empêche Donny van de Beek d'inscrire un doublé au match aller (24e) et stoppe plusieurs tirs des Néerlandais lors du match retour. À la mi-temps, il remotive ses troupes en leur demandant « de ne rien abandonner mais de tout essayer ». Son entraîneur, Mauricio Pochettino déclare après la rencontre : « He's the best goalkeeper of the world » (c'est le meilleur gardien de but du monde).
En finale, Lloris est impuissant sur un penalty de Mohamed Salah sifflé pour une main de Moussa Sissoko, ce dernier ayant contré un centre de Sadio Mané. Son équipe perd la finale sur le score de 2-0.

#### 2019-2023: période actuelle
Hugo Lloris se distingue dès la deuxième journée de Premier League lors du choc entre Tottenham et Manchester City. Le gardien français réalise huit arrêts pendant la rencontre dont deux arrêts spectaculaires sur des tentatives d'Oleksandr Zinchenko et de Rodri pour un match nul 2-2 à l'Etihad Stadium. Il récidive lors d'un autre match nul 2-2 cette fois ci lors du derby du nord de Londres contre Arsenal, faisant de lui le gardien ayant effectué le plus d'arrêts au mois d'août en Premier League (19 arrêts). Il vit un match étrange contre Southampton lors de la septième journée car il est coupable d'une grossière erreur sur le but égalisateur des Saints mais se rattrape en effectuant en seconde période deux arrêts de classe mondiale. Début octobre 2019, lors du match de championnat face à Brighton & Hove Albion FC, Hugo Lloris se blesse gravement au coude en chutant après avoir voulu capter un centre adverse. Il est sorti du terrain sur brancard avec un masque à oxygène,. Une luxation du coude lui est alors diagnostiquée, l'écartant des terrains d'entraînement jusqu'à la fin de l'année 2019. Le 7 novembre, soit plus d'un mois après sa blessure, Lloris est opéré afin de pouvoir reprendre le football début 2020,.

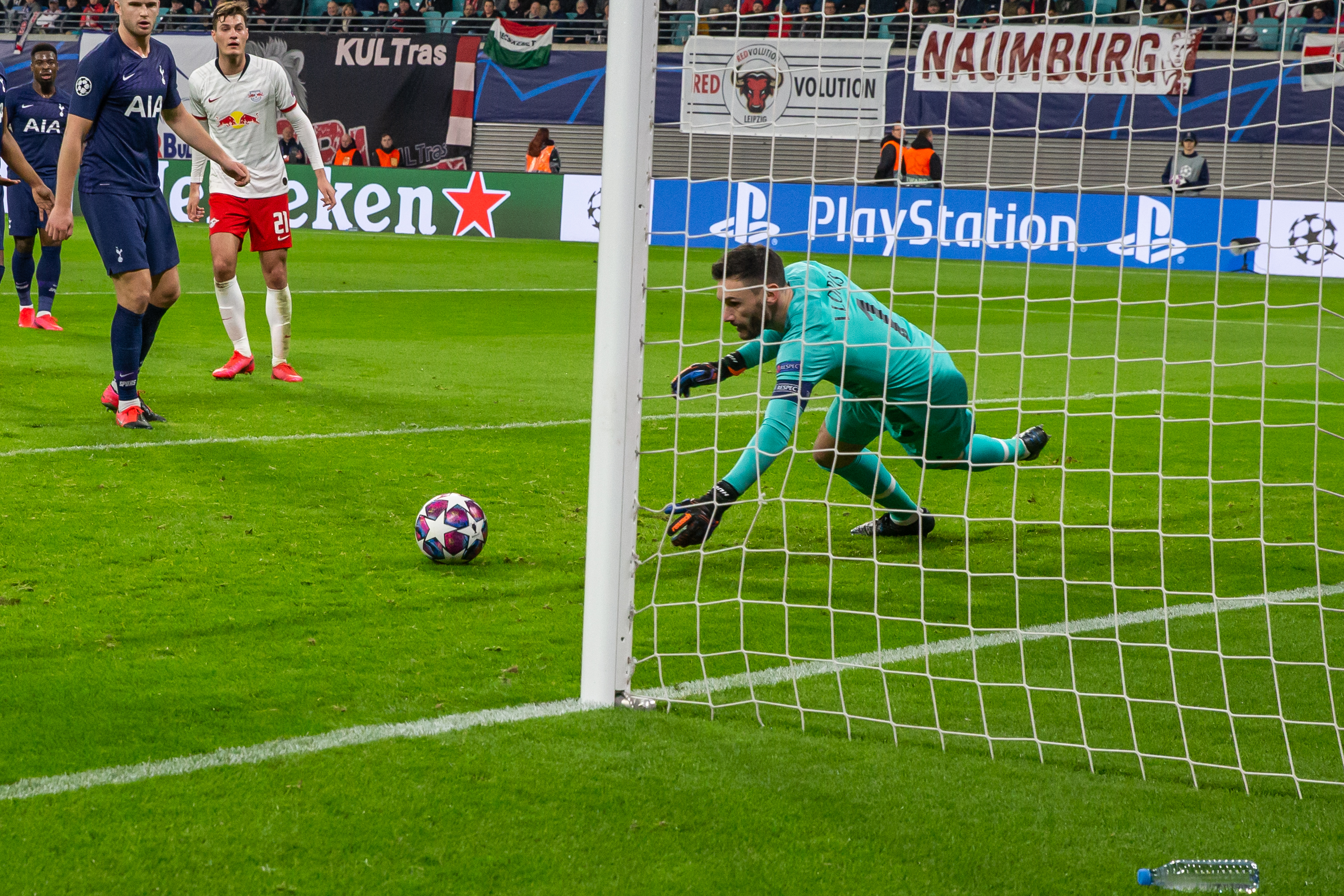
Hugo Lloris lors du match de Ligue des champions entre Tottenham et Leipzig.

Il est nommé au Ballon d'or 2019 pour la troisième fois de sa carrière et est également nommé pour la première édition du Trophée Yachine, qui récompense le meilleur gardien de but de l'année 2019. Il fait son retour le 22 janvier 2020 contre Norwich City (victoire 2-1), soit trois mois après sa blessure. Le 2 février, lors du match contre Manchester City seulement une dizaine de jours après son retour de blessure, Hugo Lloris réalise un grand match en arrêtant un penalty face à İlkay Gündoğan et en faisant plusieurs arrêts. Il participe donc très largement à la victoire des siens 2-0,. Le 19 février 2020, il est élu homme du match lors de la défaite de son club de Tottenham face au RB Leipzig en huitième de finale aller de la Ligue des champions (0-1). Lors du match retour, Lloris réalise une performance décevante, étant coupable sur deux des trois buts adverses. Sur le premier, il tarde à plonger et ne fait qu'effleurer le ballon et sur le deuxième il ne parvient pas à sortir la balle parfaitement. Tottenham réalise une performance catastrophique et est éliminé de la Ligue des champions (0-1 ; 3-0). Après trois mois d'absence dus à la crise du coronavirus, Tottenham fait son retour à la compétition face à Manchester United en Premier League. Hugo Lloris revient à son meilleur niveau en étant plusieurs fois décisif, l'un de ses dégagements étant à l'origine de l'action menant à l'ouverture du score de Steven Bergwijn. Il réalise plusieurs arrêts de grande classe, notamment en effectuant une envolée impressionnante sur une frappe d'Anthony Martial. Cependant, Lloris finit par s'incliner sur un penalty de Bruno Fernandes en fin de match (1-1). Hugo Lloris enchaîne les performances de hautes volées lors de la fin de saison, réalisant une intervention cruciale dans le temps additionnel de la rencontre face à Bournemouth en sortant dans les pieds de Harry Wilson (0-0) et en se montrant décisif lors du North London Derby face à Arsenal en détournant à l'horizontale une reprise de volée de Pierre-Emerick Aubameyang (victoire 2-1). Le 19 juillet 2020, Hugo Lloris réalise un match de très haut niveau, effectuant un total de six arrêts décisifs face à Leicester City (victoire 3-0), notamment en effectuant une parade réflexe à l'horizontale sur une reprise de volée de Ayoze Pérez.
Le 29 octobre 2020, Hugo Lloris dispute son 100e match européen face au Royal Antwerp en Ligue Europa, devenant le premier gardien français à réaliser cet exploit. Le 29 novembre, lors d'un choc de Premier League face à Chelsea à Stamford Bridge, Hugo Lloris réalise un grand match, effectuant une impressionnante parade à l'horizontale sur une frappe de Mason Mount et s'interpose face à son compatriote Olivier Giroud dans le temps additionnel pour maintenir le match nul et permettre à Tottenham de rester à la première place du championnat. Il est cependant décrié pour certaines erreurs commises au début de l'année 2021, notamment contre Liverpool et Manchester City en Premier League, mais également lors d'un match de FA Cup contre Everton, perdu sur le score de 5 buts à 4 malgré plusieurs arrêts du gardien français,,. Cependant, le 28 février, il effectue son 100e clean sheet en Premier League à la suite d'une victoire face à Burnley (4-0), devenant ainsi le 16e gardien à atteindre cette barre symbolique. Titularisé en huitième de finale de la Ligue Europa face au Dinamo Zagreb, Lloris permet à son équipe de s'imposer sans concéder de but (2-0). Cependant, lors du match retour, Tottenham sombre et s'incline lourdement, se retrouvant éliminé de la compétition (3-0). Le capitaine des Spurs prend la parole après cette élimination surprise et improbable, déclarant avec colère qu'il s'agit « d'une honte » que le résultat et que la forme de l'équipe (qui est alors septième en Premier League) ne sont que le reflet des problèmes internes au club,. Par la suite, il se distingue par deux parades réflexes contre Newcastle dont le résultat final est un décevant match nul (2-2) et contre Southampton, permettant à Tottenham de remporter son premier match de championnat depuis un mois (2-1),. Qualifié pour la finale de la Coupe de la Ligue anglaise face à Manchester City, Tottenham dispute le match décisif à Wembley le 25 avril. Dans un match où les Spurs sont très largement dominés par leurs adversaires, Hugo Lloris est l'un des seuls membre de l'équipe à se montrer performant, réalisant deux parades en extension sur des frappes de João Cancelo et de Riyad Mahrez. Cependant, il ne peut rien sur le but de Aymeric Laporte et Tottenham s'incline sur le plus petit des scores (1-0), échouant une nouvelle fois à remporter un trophée.

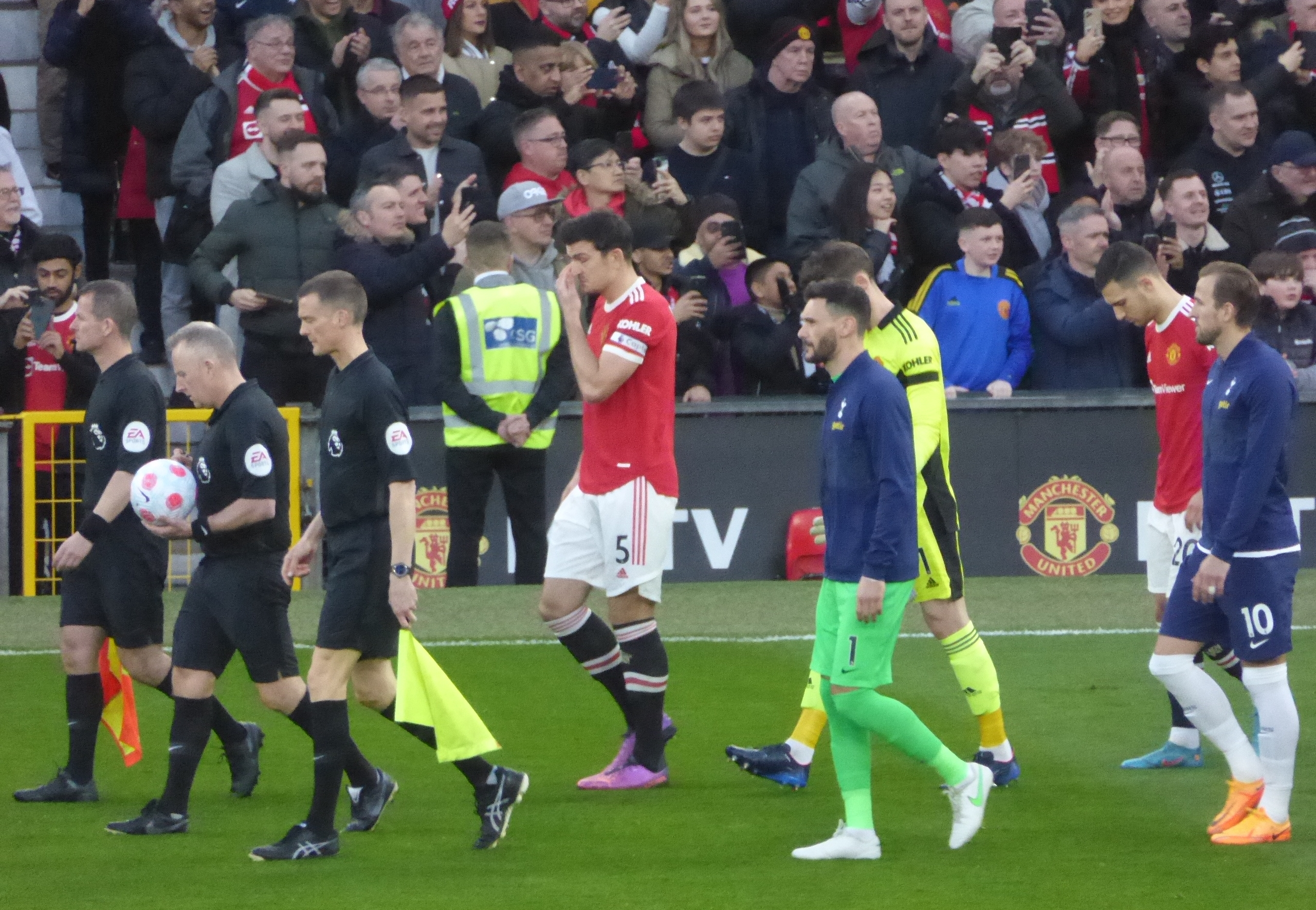
Hugo Lloris avec Tottenham en 2022.

Au début de la saison suivante, Hugo Lloris dispute son 300e match de championnat face à Wolverhampton Wanderers, faisant de lui le joueur le plus capé de l'histoire du club en Premier League. Le club étant dirigé par Nuno Espírito Santo depuis le limogeage de Mourinho, Lloris et ses coéquipiers sont très peu performants lors des dix premiers matchs et le coach portugais est à son tour remercié, laissant sa place à Antonio Conte. Il accorde sa confiance au gardien français qui hausse son niveau de jeu, se distinguant notamment lors du choc face à Liverpool (2-2). Alors que son avenir au club est incertain puisque son contrat s'achève à la fin de saison, Lloris prolonge de deux ans avec les Spurs, et ce malgré l'intérêt de son club formateur de l'OGC Nice,. Le 19 février 2022, il dispute son 400e match avec Tottenham face à Manchester City, rencontre lors de laquelle Lloris se distingue d'abord négativement en relâchant un ballon dans les pieds d'İlkay Gündoğan, ce qui coûte un but à son équipe, puis en réalisant une envolée horizontale exceptionnelle face à ce même Gündoğan qui permet au Spurs de s'imposer (2-3). Lors d'un match face à Aston Villa en avril, il effectue pas moins de sept parades lors de la première période du match, ce qui constitue un record pour un gardien de Tottenham et cela aide fortement son équipe à s'imposer (0-4). En fin de saison, il est précieux face à Arsenal en réalisant plusieurs arrêts décisifs lors de la victoire sur les Gunners qui permet à Tottenham de revenir à un point du Top 4 et de la Ligue des champions (3-0), puis bat son record de clean sheets sur une saison en gardant sa cage inviolée face à Burnley (1-0) et Norwich (0-5), portant son total à 16 et contribuant grandement à la qualification en C1 de Tottenham,,,.
La saison 2022-2023 qui s'annonce prometteuse pour Tottenham, enfin de retour en Ligue des champions, tourne à la catastrophe. Le jeu proposé par les Spurs est limité et Antonio Conte quitte le club en mars d'un commun accord. Hugo Lloris commence pourtant bien son exercice personnel, se distinguant notamment dans un match contre Manchester United où, malgré la défaite, il s'illustre par plusieurs arrêts exceptionnels qui font de lui la seule satisfaction de son équipe ce soir-là. En Ligue des champions, il se montre tout aussi décisif notamment face à l'Olympique de Marseille où dans une rencontre sous haute tension au stade Vélodrome il permet à Tottenham de ne pas sombrer, puis de s'imposer pour s'emparer de la première place du groupe, sa performance lui valant même d'être élu homme du match. Cependant, le début de l'année 2023 voit le capitaine des Spurs perdre en régularité et afficher une certaine fébrilité, une baisse de niveau à mettre en lien avec une courte période de récupération post-Coupe du monde qui joue sur le mental de Lloris. Vivement critiqué par les supporters, il se blesse en février et ne fait son retour que début avril alors que Conte a déjà quitté le club et que l'équipe peine à obtenir des résultats. La situation ne s'arrange pas et Hugo Lloris lui-même vit un calvaire face à Newcastle United, rencontre lors de laquelle l'équipe se retrouve menée 5-0 au bout de 20 minutes de jeu. Remplacé à la mi-temps, Lloris ne rejouera plus de la saison en raison d'une nouvelle blessure et c'est donc Fraser Forster qui le remplace pour les derniers matchs à l'issue desquels Tottenham termine à une décevante huitième place.

### Los Angeles FC
Le 30 décembre 2023, Hugo Lloris quitte officiellement le Tottenham Hotspur après onze années et s'engage avec le Los Angeles FC en paraphant un contrat de six mois jusqu'en juin 2024,,. Son contrat comporte une option pour deux années supplémentaires,,.

### En sélection: champion du monde et records

#### Débuts en sélection nationale

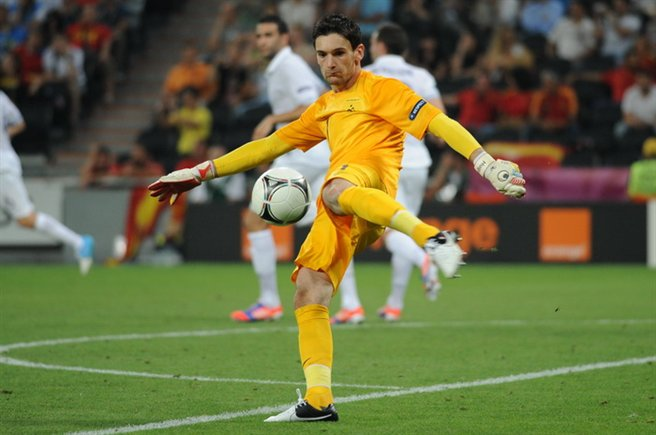
Hugo Lloris lors du match contre l'Espagne durant l'Euro 2012.

Gardien de l'équipe de France des moins de 20 ans, Hugo Lloris remporte le Tournoi de Toulon en 2006 après avoir été sacré champion d'Europe des moins de 19 ans en 2005.
L'équipe de France A', « réserve » de l'équipe de France A, ayant été relancée début 2008 par Raymond Domenech, il y est sélectionné à deux reprises lors de matchs de préparation à l'Euro 2008 face au Congo et au Mali. Il ne fait cependant pas partie des trois gardiens retenus par Raymond Domenech pour disputer l'Euro qui se déroule en Suisse et en Autriche à cause d'une blessure à la main survenue lors d'un match entre l'OGC Nice et son futur club, l'Olympique lyonnais.
Hugo Lloris honore sa première sélection en A le 19 novembre 2008 lors d'un match amical face à l'Uruguay (0-0). Le 6 juin 2009, ses performances en club et les erreurs successives de Steve Mandanda (titulaire habituel) lui valent d'être convoqué en tant que gardien numéro un contre la Turquie (1-0). Il réalise une bonne prestation dans les cages françaises et reste le numéro un dans les buts face aux îles Féroé, match comptant pour les éliminatoires de la Coupe du monde 2010. Le 9 septembre 2009, il se fait expulser à la neuvième minute à la suite d'une faute sur Nikola Žigić lors du match contre la Serbie, provoquant un pénalty transformé par Nenad Milijaš face à Steve Mandanda. La décision arbitrale de l'Italien Roberto Rosetti est qualifiée de sévère dans les médias français. Ce carton rouge fait de lui le premier gardien de but de l'équipe de France expulsé lors d'un match international. Lors des barrages contre l'Irlande, Hugo Lloris réalise deux prestations de haute volée sauvant à plusieurs occasions ses coéquipiers de l'élimination. Finalement, la France se qualifie pour le Mondial dans un match de barrage marqué par la main de Thierry Henry. Le 24 mai 2010, il fait partie de la liste des 23 joueurs convoqués par Raymond Domenech en vue de la Coupe du monde 2010. Durant le Mondial, Lloris ne parvient pas à sauver les Bleus de la débâcle sud-africaine étant notamment fautif, lors du dernier match de poule, sur le premier but des Bafana Bafana à la suite d'une sortie aérienne manquée. L'équipe de France est éliminée dès le premier tour.

#### Euro 2012 et Coupe du monde 2014

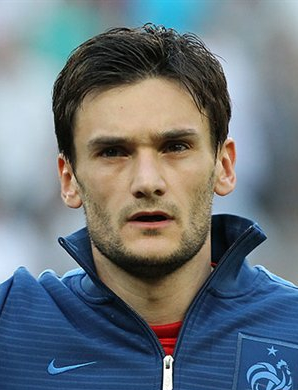
Hugo Lloris durant l'Euro 2012.

Conservé comme gardien titulaire par le nouveau sélectionneur Laurent Blanc, Hugo Lloris hérite pour la première fois du brassard de capitaine le 17 novembre 2010, lors du match amical opposant les Bleus à l'Angleterre à Wembley (victoire 1-2), puis régulièrement à partir d'octobre 2011. Le 28 février 2012, après plusieurs mois de réflexion, Laurent Blanc le nomme finalement capitaine de l'équipe de France pour les prochains matchs et l'Euro 2012. Qualifié de choix « par défaut », cette décision est critiquée par certains en raison de la contrainte du poste (gardien) et pour sa personnalité prétendue « timide ». L'Euro est assez terne pour Lloris qui voit la France se faire éliminer par l'Espagne en quart-de-finale.
Dès son arrivée au poste de sélectionneur de l'équipe de France durant l'été 2012, Didier Deschamps maintient Lloris capitaine malgré sa situation, provisoire, de remplaçant à Tottenham. Il est décisif face à l'Espagne (1-1) en octobre 2012 en arrêtant un pénalty de Cesc Fàbregas en première mi-temps. Alors que les qualifications pour la Coupe du monde 2014 se poursuivent sereinement pour Lloris, il réalise un match catastrophique contre la Biélorussie (4-2) où il est responsable sur deux buts biélorusses, coupable de deux fautes de mains. Après le match, il assume ses erreurs mais confie qu'il avait été malade la veille de la rencontre. Plus tard, à la suite d'un retournement de situation inédit en remontant un retard de deux buts, les Bleus parviennent à se qualifier pour le Mondial au Brésil après une victoire 3-0 contre l'Ukraine. Sans surprise, il est titulaire et capitaine dans les cages des bleus pendant la Coupe du monde 2014. Il se montre très précieux en huitième de finale contre le Nigeria (remporté 2-0) en réussissant deux parades des deux poings sur des tirs d'Emmanuel Emenike puis de Peter Odemwingie. Au soir de la défaite en quart de finale face à l'Allemagne (1-0), Lloris est le quatrième joueur et premier gardien au nombre de capitanats. Il devient aussi le deuxième gardien le plus sélectionné derrière Fabien Barthez.

#### Finaliste de l'Euro 2016
Il fait partie de la liste des vingt-trois joueurs français sélectionnés pour disputer l'Euro 2016. Le 10 juin 2016, pour le match d'ouverture face à la Roumanie remporté deux buts à un, il fait dès la 4e minute du match une superbe parade sur une frappe à bout portant de Bogdan Stancu. Le 26 juin 2016, à l'occasion de sa 79e sélection, il porte le brassard de capitaine de l'équipe de France pour la 55e fois, battant ainsi le record de capitanat jusque là détenu par Didier Deschamps. Durant ce match qui oppose en huitième de finale la France contre l'Eire, il ne peut stopper un pénalty de Robbie Brady en tout début de match mais réalise deux belles parades sur des tirs de Daryl Murphy et James McClean et la France se qualifie (2-1). En quart de finale, face aux surprenants Islandais (victoire 5-2), il s'illustre de nouveau par une nouvelle parade sur une reprise de la tête sur corner de Sverrir Ingi Ingason. Lors des demi-finales contre l'Allemagne il réussit à garder sa cage inviolée en effectuant six arrêts au cours du match, dont trois parades magistrales. Il se couche pour dégager d'une main ferme une frappe au ras du poteau d'Emre Can à la 14e minute puis effectue une magnifique claquette sur une frappe enroulée de Bastian Schweinsteiger à la 26e minute. Enfin, dans le temps additionnel (90+2), il effectue un arrêt devenu célèbre : il claque une tête de Joshua Kimmich en effectuant une magnifique horizontale. Titulaire lors de tous les matchs de la compétition, la sélection atteint la finale avant de s'incliner contre le Portugal lors de la prolongation, sur un but d'Éder d'une frappe puissante de 25 mètres.
Le 2 juin 2017, face au Paraguay (5-0) à Rennes, il devient recordman du nombre de matchs joués chez les gardiens en équipe de France. Quelques jours plus tard, à quelques secondes de la fin du match de qualification face à la Suède voulant sauver une touche, il rate son dégagement et Ola Toivonen en profite pour ajuster depuis le rond central un lobe millimétré, qui atterrit dans le but vide du gardien français. Cette défaite a de lourdes conséquences (la Suède prend la tête devant les Bleus) mais les Bleus se qualifient en octobre 2017 pour la phase finale en Russie.

#### Coupe du monde 2018: Champion du monde

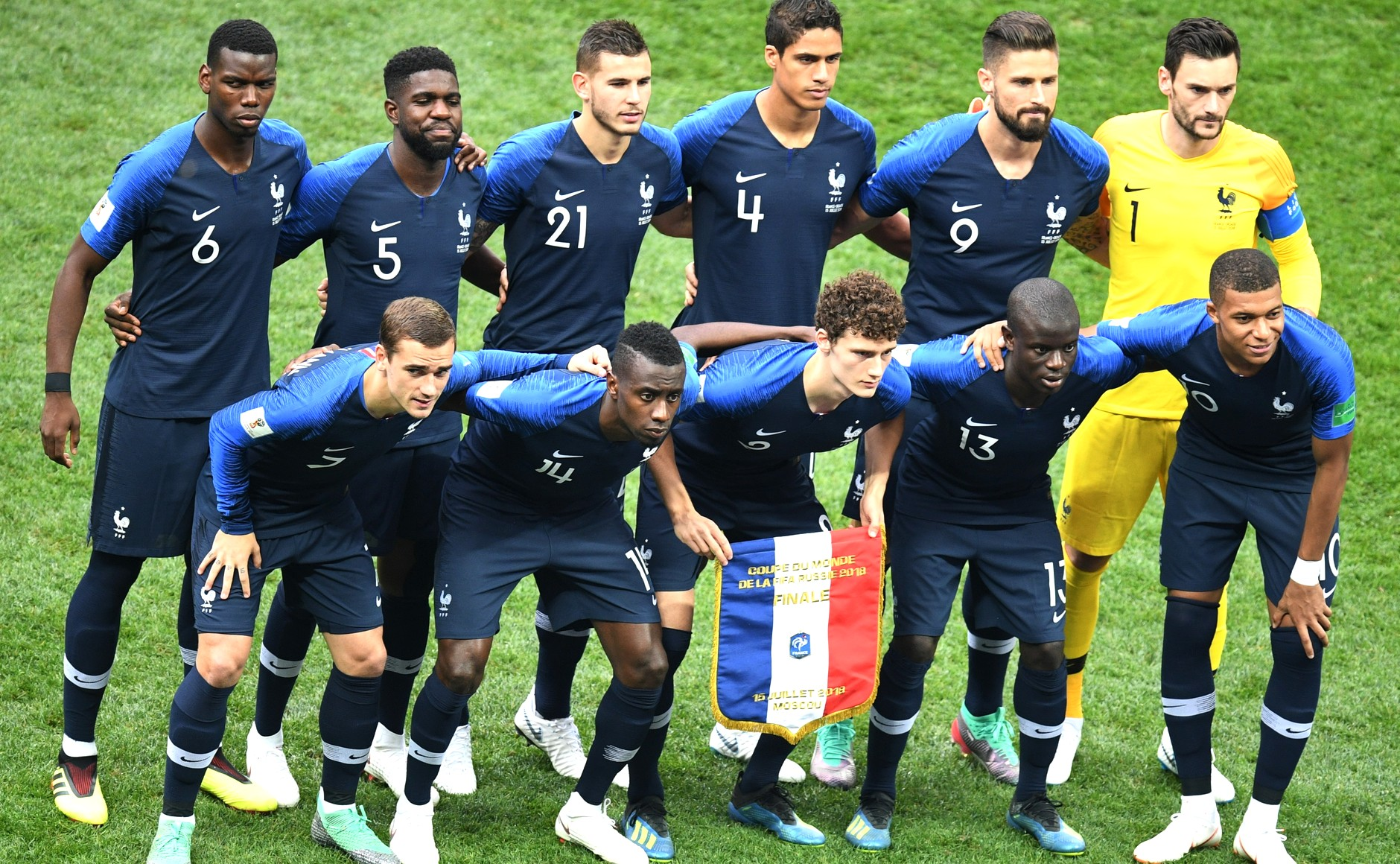
Hugo Lloris (en jaune) est le capitaine de l'équipe de France qui remporte la Coupe du monde 2018.

Capitaine de la sélection, il permet aux siens à l'occasion du premier tour de la Coupe du monde 2018 de remporter le premier match face à l'Australie (2-1). Le 21 juin 2018, lors du deuxième match remporté 1-0 contre le Pérou, il honore sa centième sélection. L'équipe de France étant déjà qualifié pour les huitièmes de finale, le sélectionneur Didier Deschamps laisse Steve Mandanda disputer le troisième match face aux Danois (0-0). En quarts de finale face à l'Uruguay, il réalise une magnifique horizontale en extension pour dégager d'une main ferme une tête de Martín Cáceres à la 44e minute. Il réitère sa performance lors de la demi-finale contre la Belgique en claquant un tir en pivot de son coéquipier à Tottenham, Toby Alderweireld lors de la première période et en boxant une frappe lointaine de Axel Witsel en fin de match. Ses arrêts permettent aux Bleus de se qualifier pour la finale contre la Croatie. Lors de la finale, il s'illustre en claquant une frappe croisée d'Ante Rebić à la 47e minute alors que la France ne mène que 2-1 mais commet une erreur en fin de match en essayant de crocheter Mario Mandžukić qui conduit au deuxième but croate (4-2). Mais le score n'évolue plus et la France l'emporte. Hugo Lloris devient le deuxième capitaine de l'équipe de France, après Didier Deschamps en 1998 (ainsi que le quatrième gardien-capitaine au monde après Gianpiero Combi en 1934, Dino Zoff en 1982 et Iker Casillas en 2010), à soulever le trophée de la Coupe du monde de football. Ce trophée lui permet d'étoffer un palmarès jusque là quasi vierge en remportant la plus belle des coupes.

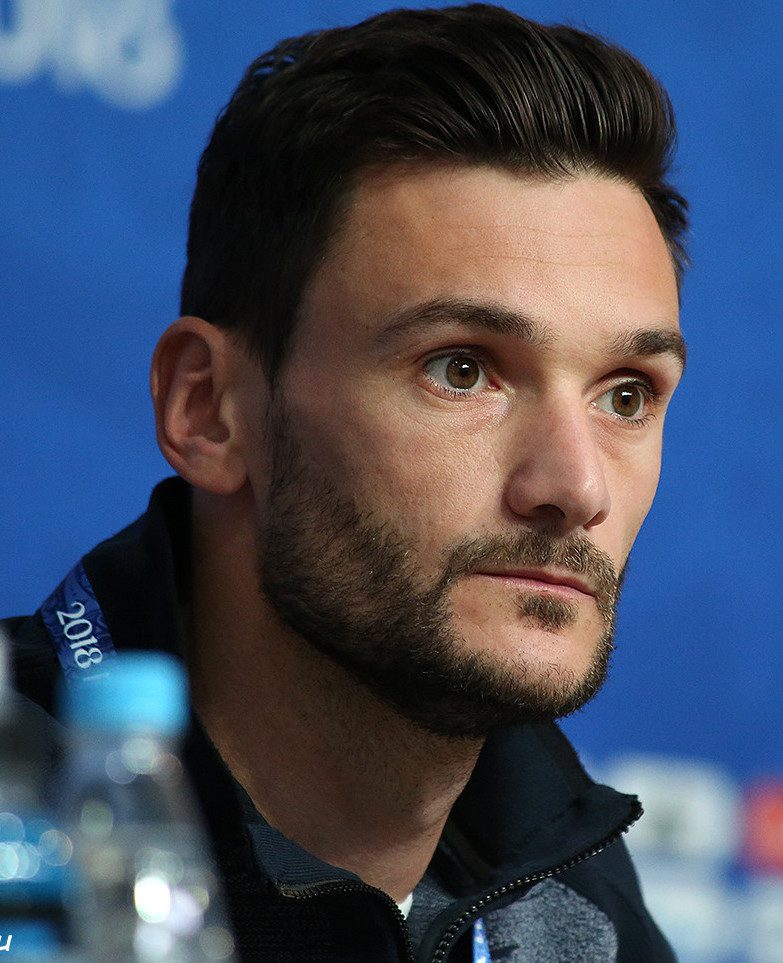
Lloris lors de la Coupe du monde 2018.

Le 16 novembre 2018, Hugo Lloris réalise un très grand match contre les Pays-Bas lors d'une rencontre de la Ligue des nations. En effet, le capitaine des Bleus est le seul joueur à maintenir son niveau durant la rencontre et réalise neuf arrêts lors du match, un record pour un gardien de l'équipe de France sur les dix dernières années. Le 20 novembre 2018 face à l'Uruguay, il devient le quatrième joueur le plus sélectionné de l'histoire de l'équipe de France, avec 108 matchs joués. Le 5 septembre 2020, Hugo Lloris réalise son 51e clean sheet sous le maillot des Bleus, battant le record jusque là détenu par Fabien Barthez. Trois jours plus tard, il honore sa 116e sélection, égalant Marcel Desailly et devenant par la même occasion le troisième joueur le plus capé de l'histoire des Bleus,. Il dépasse Desailly et s'installe seul à la troisième place le 11 octobre face au Portugal, s'offrant un arrêt décisif dans le temps additionnel face à Cristiano Ronaldo pour préserver le clean sheet (0-0),. Hugo Lloris s'offre un nouveau record face à la Croatie (victoire 1-2), devenant le joueur le plus capé en compétition officielle avec 72 matchs devant Lilian Thuram (71). Il est d'ailleurs auteur d'une bonne performance face aux Croates, réussissant une parade décisive face à  Nikola Vlašić. Un mois plus tard, il se distingue à plusieurs reprises face au Portugal à l'Estádio da Luz, notamment face à Ronaldo et Raphaël Guerreiro, mais également en effectuant une superbe parade main opposée sur une frappe de João Moutinho, ce qui permet à la France de s'imposer et de se qualifier pour la finale à quatre de la Ligue des nations (0-1),.

#### L'Euro 2020 et la Ligue des nations 2021
À nouveau en sélection pour l'Euro 2020, il est dans les buts de l'équipe de France dans sa ville de Nice pour un match de préparation, le 2 juin 2021 face au Pays de Galles. À cette occasion, il porte le brassard de capitaine des Bleus pour la 100e fois. Le précédent record était détenu par l'actuel sélectionneur Didier Deschamps 54 fois capitaine. « C'est magnifique. Que cela arrive à Nice, en plus... Devenir capitaine, cela n'a jamais été un objectif. J'ai été choisi. Je suis très reconnaissant envers les sélectionneurs qui l'ont fait, Laurent Banc puis Didier Deschamps. Je vais rester fidèle à moi-même, je continuerai à donner le maximum jusqu'à ce que l'histoire soit terminée pour moi », déclare Hugo Lloris à cette occasion. Lors du championnat d'Europe, il est solide lors du choc contre l'Allemagne que les Bleus parviennent à dominer (1-0) et un de ses dégagements au pied est à l'origine de l'égalisation française contre la Hongrie (1-1). Cependant, contre le Portugal, le gardien français est sanctionné pour une sortie hasardeuse sur Danilo Pereira, lui coûtant un carton jaune ainsi qu'un penalty encaissé. Un second penalty portugais viendra sceller le match nul (2-2) et vaut surtout à Lloris un certain nombre de critiques quant à sa capacité à repousser un penalty,. Le portier français répond alors sur le terrain en huitièmes de finale face à la Suisse. Menée 0-1, la sélection concède un penalty, tiré par Ricardo Rodríguez et stoppé par Lloris, qui maintient les Bleus en vie. Cet arrêt sonne la révolte française, qui parvient alors à mener 3-1. Cependant, les Suisses parviennent à égaliser et la France est éliminée aux tirs au but (3-3 a.p. ; 5-4 t.a.b.).
Qualifiée pour le Final Four de la Ligue des nations notamment grâce aux grosses performances de son capitaine face à la Suède, la Croatie et au Portugal fin 2020, l'équipe de France retrouve la Belgique en demi-finale à Turin, pour une revanche de la demi-finale du mondial russe. Hugo Lloris se distingue dès la quatrième minute de ce choc en effectuant une parade réflexe remarquable sur une tentative de Kevin De Bruyne,. Il est cependant contraint de s'incliner sur des réalisations de Yannick Carrasco et de Romelu Lukaku, but sur lequel il n'est d'ailleurs pas exempt de tout reproche. Cependant, la France parvient à refaire son retard, puis à remporter le match, se retrouvant qualifiée pour la finale face à l'Espagne. Lors du match décisif, Lloris concède l'ouverture du score de Mikel Oyarzabal à la suite d'une erreur de marquage de Dayot Upamecano mais la France parvient à mener sur le score de 2 buts à 1 grâce à des réalisations de Karim Benzema et de Kylian Mbappé. Alors que le temps réglementaire est presque écoulé, Oyarzabal se retrouve une nouvelle fois en position de marquer, mais Lloris parvient à parer sa volée d'un arrêt réflexe décisif. Quelques minutes plus tard, dans le temps additionnel, le gardien français se distingue une nouvelle fois par un nouvel arrêt sur un corner espagnol, qui scelle la victoire française. Hugo Lloris soulève ainsi son deuxième titre international, le quatrième trophée de sa carrière, une nouvelle consécration qui lui permet de conforter sa position parmi les meilleurs gardiens en activité,,,.

#### Dernier tournoi sous le maillot bleu au mondial 2022

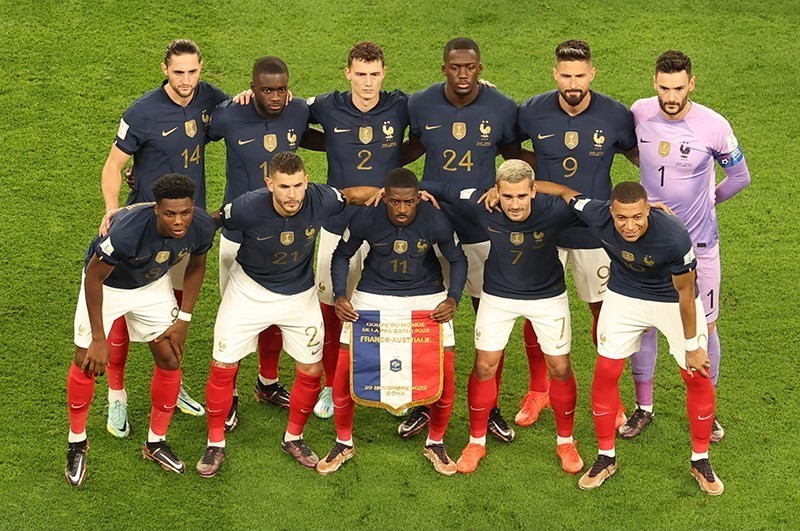
Hugo Lloris participe à son quatrième mondial à l'occasion de la Coupe du monde 2022 au Qatar.

Hugo Lloris fait partie des 26 joueurs de l'équipe de France sélectionnés pour disputer la Coupe du monde au Qatar. Le portier est convoqué pour la quatrième fois de sa carrière pour une Coupe du monde, égalant le record de Thierry Henry en nombre de participations à un Mondial pour un joueur français. À l'occasion du quart de finale face à l'Angleterre, la presse anglaise le désigne comme étant « le maillon faible » de l'équipe de France. Le capitaine français répond sur le terrain effectuant deux arrêts décisifs en première période face à son coéquipier en club Harry Kane. En seconde période, il claque une volée de Jude Bellingham au-dessus de sa transversale mais s'incline sur un penalty de Kane qui permet aux Anglais d'égaliser. Alors que la France repasse devant, l'Angleterre obtient un nouveau penalty, mais cette fois-ci Lloris part du bon côté, déstabilisant Kane qui envoie sa frappe au dessus du but. Les Bleus s'imposent (2-1), et ce notamment grâce à leur capitaine, qui fêtait lors de cette rencontre sa 143e sélection, devenant ainsi le joueur français le plus capé en équipe de France (dépassant Lilian Thuram et ses 142 sélections),. En demi-finale, il effectue deux parades spectaculaires face au Maroc, ce qui permet à la France de se qualifier pour sa deuxième finale de Coupe du monde consécutive (2-0). Hugo Lloris égale également le record du nombre de matchs disputés par un gardien en Coupe du monde (19), co-détenu par Manuel Neuer. Le capitaine des Bleus bat ce record en disputant son 20e match lors de la finale contre l'Argentine. Étant l'un des seuls joueurs français à être au niveau pendant la totalité de la rencontre, il est auteur d'une claquette magistrale sur une frappe de Lionel Messi à la dernière seconde du match, et ce alors que l'équipe de France vient de revenir au score. Les deux équipes ne parviennent pas à se départager et doivent passer par les tirs au but. Cependant, comme à l'Euro 2020, les Bleus échouent dans l'exercice, ratant deux penalty, tandis que Lloris ne parvient pas à en arrêter un. L'équipe de France termine ainsi finaliste du mondial, une place qu'elle doit en partie aux grosses performances de son gardien et capitaine.

#### Retraite internationale
Le 9 janvier 2023, Hugo Lloris annonce officiellement sa retraite internationale au journal sportif L'Équipe,. Champion du monde 2018 avec l'équipe de France, il compte à son palmarès une finale de l'Euro en 2016, une victoire en Ligue des nations en 2021 et une finale de Coupe du monde en 2022. Il est également le joueur le plus capé des Bleus avec 145 sélections et le recordman de capitanats avec 121 matchs.

## Style de jeu
Hugo Lloris est réputé pour ses sorties dans les situations de un-contre-un, qu'il parvient à gérer grâce à sa vitesse et à son positionnement,,. Son aisance sur la ligne a également été unanimement reconnue comme étant sa principale qualité, notamment en ce qui concerne ses réflexes de gardien et sa détente qui lui permettent d'effectuer des arrêts difficiles. Cependant, son jeu au pied a très souvent été critiqué, Lloris ne se montrant pas toujours très à l'aise balle au pied, ce qui l'entraîne à commettre des erreurs. Malgré cela, il a très souvent été reconnu comme étant l'un des meilleurs gardiens de sa génération, étant désigné meilleur gardien du monde en 2018 par l'Observatoire du football. José Mourinho, qui a été son entraîneur à Tottenham, l'a quant à lui encensé en 2020 comme étant « le meilleur gardien de Premier League ».

## Statistiques
| Saison                | Club                  | Championnat           | Championnat | Championnat | Coupe nationale | Coupe nationale | Coupe de la Ligue | Coupe de la Ligue | Supercoupe | Supercoupe | Compétition(s) continentale(s) | Compétition(s) continentale(s) | Compétition(s) continentale(s) | Séries | Séries | Coupe du monde des clubs | Coupe du monde des clubs | Total | Total |
| Saison                | Club                  | Division              | M.          | B.          | M.              | B.              | M.                | B.                | M.         | B.         | Comp.                          | M.                             | B.                             | M.     | B.     | M.                       | B.                       | M.    | B.    |
| 2005-2006             | OGC Nice              | Ligue 1               | 5           | 0           | 1               | 0               | 5                 | 0                 | -          | -          | -                              | -                              | -                              | -      | -      | -                        | -                        | 11    | 0     |
| 2006-2007             | OGC Nice              | Ligue 1               | 37          | 0           | -               | -               | -                 | -                 | -          | -          | -                              | -                              | -                              | -      | -      | -                        | -                        | 37    | 0     |
| 2007-2008             | OGC Nice              | Ligue 1               | 30          | 0           | -               | -               | -                 | -                 | -          | -          | -                              | -                              | -                              | -      | -      | -                        | -                        | 30    | 0     |
| Sous-total            | Sous-total            | Sous-total            | 72          | 0           | 1               | 0               | 5                 | 0                 | -          | -          | -                              | -                              | -                              | -      | -      | -                        | -                        | 78    | 0     |
| 2008-2009             | Olympique lyonnais    | Ligue 1               | 35          | 0           | 2               | 0               | -                 | -                 | 1          | 0          | C1                             | 8                              | 0                              | -      | -      | -                        | -                        | 46    | 0     |
| 2009-2010             | Olympique lyonnais    | Ligue 1               | 36          | 0           | 2               | 0               | -                 | -                 | -          | -          | C1                             | 14                             | 0                              | -      | -      | -                        | -                        | 52    | 0     |
| 2010-2011             | Olympique lyonnais    | Ligue 1               | 37          | 0           | 2               | 0               | -                 | -                 | -          | -          | C1                             | 8                              | 0                              | -      | -      | -                        | -                        | 47    | 0     |
| 2011-2012             | Olympique lyonnais    | Ligue 1               | 36          | 0           | 5               | 0               | 3                 | 0                 | -          | -          | C1                             | 10                             | 0                              | -      | -      | -                        | -                        | 54    | 0     |
| 2012-2013             | Olympique lyonnais    | Ligue 1               | 2           | 0           | -               | -               | -                 | -                 | 1          | 0          | C3                             | -                              | -                              | -      | -      | -                        | -                        | 3     | 0     |
| Sous-total            | Sous-total            | Sous-total            | 146         | 0           | 11              | 0               | 3                 | 0                 | 2          | 0          | -                              | 40                             | 0                              | -      | -      | -                        | -                        | 202   | 0     |
| 2012-2013             | Tottenham Hotspur     | Premier League        | 27          | 0           | -               | -               | 1                 | 0                 | -          | -          | C3                             | 5                              | 0                              | -      | -      | -                        | -                        | 33    | 0     |
| 2013-2014             | Tottenham Hotspur     | Premier League        | 37          | 0           | 1               | 0               | 1                 | 0                 | -          | -          | C3                             | 6                              | 0                              | -      | -      | -                        | -                        | 45    | 0     |
| 2014-2015             | Tottenham Hotspur     | Premier League        | 35          | 0           | -               | -               | 1                 | 0                 | -          | -          | C3                             | 8                              | 0                              | -      | -      | -                        | -                        | 44    | 0     |
| 2015-2016             | Tottenham Hotspur     | Premier League        | 37          | 0           | -               | -               | -                 | -                 | -          | -          | C3                             | 9                              | 0                              | -      | -      | -                        | -                        | 46    | 0     |
| 2016-2017             | Tottenham Hotspur     | Premier League        | 34          | 0           | 1               | 0               | -                 | -                 | -          | -          | C1+C3                          | 6+2                            | 0+0                            | -      | -      | -                        | -                        | 43    | 0     |
| 2017-2018             | Tottenham Hotspur     | Premier League        | 36          | 0           | -               | -               | -                 | -                 | -          | -          | C1                             | 7                              | 0                              | -      | -      | -                        | -                        | 43    | 0     |
| 2018-2019             | Tottenham Hotspur     | Premier League        | 33          | 0           | -               | -               | -                 | -                 | -          | -          | C1                             | 11                             | 0                              | -      | -      | -                        | -                        | 44    | 0     |
| 2019-2020             | Tottenham Hotspur     | Premier League        | 21          | 0           | 2               | 0               | -                 | -                 | -          | -          | C1                             | 4                              | 0                              | -      | -      | -                        | -                        | 27    | 0     |
| 2020-2021             | Tottenham Hotspur     | Premier League        | 38          | 0           | 1               | 0               | 4                 | 0                 | -          | -          | C3                             | 5                              | 0                              | -      | -      | -                        | -                        | 48    | 0     |
| 2021-2022             | Tottenham Hotspur     | Premier League        | 38          | 0           | 2               | 0               | 2                 | 0                 | -          | -          | C4                             | 1                              | 0                              | -      | -      | -                        | -                        | 43    | 0     |
| 2022-2023             | Tottenham Hotspur     | Premier League        | 25          | 0           | -               | -               | -                 | -                 | -          | -          | C1                             | 6                              | 0                              | -      | -      | -                        | -                        | 31    | 0     |
| 2023-2024             | Tottenham Hotspur     | Premier League        | -           | -           | -               | -               | -                 | -                 | -          | -          | C1                             | -                              | -                              | -      | -      | -                        | -                        | 0     | 0     |
| Sous-total            | Sous-total            | Sous-total            | 361         | 0           | 7               | 0               | 9                 | 0                 | -          | -          | -                              | 70                             | 0                              | -      | -      | -                        | -                        | 447   | 0     |
| 2024                  | Los Angeles FC        | MLS                   | 33          | 0           | 3               | 0               | -                 | -                 | -          | -          | LCup                           | 6                              | 0                              | 4      | 0      | -                        | -                        | 46    | 0     |
| 2025                  | Los Angeles FC        | MLS                   | 20          | 0           | -               | -               | -                 | -                 | -          | -          | LCC                            | 6                              | 0                              | 1      | 0      | 3                        | 0                        | 30    | 0     |
| Sous-total            | Sous-total            | Sous-total            | 53          | 0           | 3               | 0               | -                 | -                 | -          | -          | -                              | 12                             | 0                              | 5      | 0      | 3                        | 0                        | 76    | 0     |
| Total sur la carrière | Total sur la carrière | Total sur la carrière | 632         | 0           | 22              | 0               | 17                | 0                 | 2          | 0          | -                              | 122                            | 0                              | 5      | 0      | 3                        | 0                        | 803   | 0     |

## En sélection nationale
| Saison                | Sélection             | Phases finales        | Phases finales | Phases finales | Éliminatoires | Éliminatoires | Ligue des nations | Ligue des nations | Matchs amicaux | Matchs amicaux | Total | Total |
| Saison                | Sélection             | Compétition           | M              | B              | M             | B             | M                 | B                 | M              | B              | M     | B     |
| --------------------- | --------------------- | --------------------- | -------------- | -------------- | ------------- | ------------- | ----------------- | ----------------- | -------------- | -------------- | ----- | ----- |
| 2008-2009             | France                | -                     | -              | -              | -             | -             | -                 | -                 | 2              | 0              | 2     | 0     |
| 2009-2010             | France                | Coupe du monde 2010   | 3              | 0              | 6             | 0             | -                 | -                 | 3              | 0              | 12    | 0     |
| 2010-2011             | France                | -                     | -              | -              | 6             | 0             | -                 | -                 | 3              | 0              | 9     | 0     |
| 2011-2012             | France                | Euro 2012             | 4              | 0              | 4             | 0             | -                 | -                 | 6              | 0              | 14    | 0     |
| 2012-2013             | France                | -                     | -              | -              | 5             | 0             | -                 | -                 | 5              | 0              | 10    | 0     |
| 2013-2014             | France                | Coupe du monde 2014   | 5              | 0              | 5             | 0             | -                 | -                 | 5              | 0              | 15    | 0     |
| 2014-2015             | France                | -                     | -              | -              | -             | -             | -                 | -                 | 5              | 0              | 5     | 0     |
| 2015-2016             | France                | Euro 2016             | 7              | 0              | -             | -             | -                 | -                 | 8              | 0              | 15    | 0     |
| 2016-2017             | France                | -                     | -              | -              | 5             | 0             | -                 | -                 | 3              | 0              | 8     | 0     |
| 2017-2018             | France                | Coupe du monde 2018   | 6              | 0              | 4             | 0             | -                 | -                 | 4              | 0              | 14    | 0     |
| 2018-2019             | France                | -                     | -              | -              | 4             | 0             | 2                 | 0                 | 2              | 0              | 8     | 0     |
| 2019-2020             | France                | -                     | -              | -              | 2             | 0             | -                 | -                 | -              | -              | 2     | 0     |
| 2020-2021             | France                | Euro 2020             | 4              | 0              | 3             | 0             | 6                 | 0                 | 2              | 0              | 15    | 0     |
| 2021-2022             | France                | -                     | -              | -              | 5             | 0             | 4                 | 0                 | 1              | 0              | 10    | 0     |
| 2022-2023             | France                | Coupe du monde 2022   | 6              | 0              | -             | -             | -                 | -                 | -              | -              | 6     | 0     |
| Total sur la carrière | Total sur la carrière | Total sur la carrière | 35             | 0              | 49            | 0             | 12                | 0                 | 49             | 0              | 145   | 0     |

### Liste des matchs internationaux
| Matchs internationaux de Hugo Lloris | Matchs internationaux de Hugo Lloris | Matchs internationaux de Hugo Lloris                        | Matchs internationaux de Hugo Lloris | Matchs internationaux de Hugo Lloris | Matchs internationaux de Hugo Lloris           | Matchs internationaux de Hugo Lloris |
|                                      | Date                                 | Lieu                                                        | Adversaire                           | Résultat                             | Compétition                                    | Notes                                |
| ------------------------------------ | ------------------------------------ | ----------------------------------------------------------- | ------------------------------------ | ------------------------------------ | ---------------------------------------------- | ------------------------------------ |
| 1                                    | 19 novembre 2008                     | Stade de France, Saint-Denis, France                        | Uruguay                              | 0 - 0                                | Match amical                                   | Titulaire.                           |
| 2                                    | 5 juin 2009                          | Stade de Gerland, Lyon, France                              | Turquie                              | 1 - 0                                | Match amical                                   | Titulaire.                           |
| 3                                    | 12 août 2009                         | Tórsvøllur, Torshavn, Îles Féroé                            | Îles Féroé                           | 0 - 1                                | Éliminatoires Coupe du monde 2010              | Titulaire.                           |
| 4                                    | 5 septembre 2009                     | Stade de France, Saint-Denis, France                        | Roumanie                             | 1 - 1                                | Éliminatoires Coupe du monde 2010              | Titulaire.                           |
| 5                                    | 9 septembre 2009                     | Stade Rajko Mitić, Belgrade, Serbie                         | Serbie                               | 1 - 1                                | Éliminatoires Coupe du monde 2010              | Titulaire et expulsé.                |
| 6                                    | 14 octobre 2009                      | Stade de France, Saint-Denis, France                        | Autriche                             | 3 - 1                                | Éliminatoires Coupe du monde 2010              | Titulaire.                           |
| 7                                    | 14 novembre 2009                     | Croke Park, Dublin, Irlande                                 | République d'Irlande                 | 0 - 1                                | Barrages Coupe du monde 2010                   | Titulaire.                           |
| 8                                    | 18 novembre 2009                     | Stade de France, Saint-Denis, France                        | République d'Irlande                 | 1 - 1                                | Barrages Coupe du monde 2010                   | Titulaire.                           |
| 9                                    | 3 mars 2010                          | Stade de France, Saint-Denis, France                        | Espagne                              | 0 - 2                                | Match amical                                   | Titulaire.                           |
| 10                                   | 30 mai 2010                          | Stade du 7-Novembre, Radès, Tunisie                         | Tunisie                              | 1 - 1                                | Match amical                                   | Titulaire.                           |
| 11                                   | 4 juin 2010                          | Stade Michel-Volnay, Saint-Pierre, La Réunion               | Chine                                | 0 - 1                                | Match amical                                   | Titulaire.                           |
| 12                                   | 11 juin 2010                         | Green Point Stadium, Le Cap, Afrique du Sud                 | Uruguay                              | 0 - 0                                | Coupe du monde 2010                            | Titulaire.                           |
| 13                                   | 17 juin 2010                         | Stade Peter-Mokaba, Polokwane, Afrique du Sud               | Mexique                              | 0 - 2                                | Coupe du monde 2010                            | Titulaire.                           |
| 14                                   | 22 juin 2010                         | Free State Stadium, Bloemfontein, Afrique du Sud            | Afrique du Sud                       | 1 - 2                                | Coupe du monde 2010                            | Titulaire.                           |
| 15                                   | 3 septembre 2010                     | Stade de France, Saint-Denis, France                        | Biélorussie                          | 0 - 1                                | Éliminatoires Euro 2012                        | Titulaire.                           |
| 16                                   | 7 septembre 2010                     | Stade Asim Ferhatović Hase, Sarajevo, Bosnie-Herzégovine    | Bosnie-Herzégovine                   | 0 - 2                                | Éliminatoires Euro 2012                        | Titulaire.                           |
| 17                                   | 9 octobre 2010                       | Stade de France, Saint-Denis, France                        | Roumanie                             | 2 - 0                                | Éliminatoires Euro 2012                        | Titulaire.                           |
| 18                                   | 12 octobre 2010                      | Stade Saint-Symphorien, Longeville-lès-Metz, France         | Luxembourg                           | 2 - 0                                | Éliminatoires Euro 2012                        | Titulaire.                           |
| 19                                   | 17 novembre 2010                     | Wembley Stadium, Londres, Angleterre                        | Angleterre                           | 1 - 2                                | Match amical                                   | Titulaire.                           |
| 20                                   | 9 février 2011                       | Stade de France, Saint-Denis, France                        | Brésil                               | 1 - 0                                | Match amical                                   | Titulaire.                           |
| 21                                   | 25 mars 2011                         | Stade Josy-Barthel, Luxembourg, Luxembourg                  | Luxembourg                           | 0 - 2                                | Éliminatoires Euro 2012                        | Titulaire.                           |
| 22                                   | 29 mars 2011                         | Stade de France, Saint-Denis, France                        | Croatie                              | 0 - 0                                | Match amical                                   | Titulaire.                           |
| 23                                   | 3 juin 2011                          | Stade Dinamo, Minsk, Biélorussie                            | Biélorussie                          | 1 - 1                                | Éliminatoires Euro 2012                        | Titulaire.                           |
| 24                                   | 10 août 2011                         | Stade de la Mosson, Montpellier, France                     | Chili                                | 1 - 1                                | Match amical                                   | Titulaire.                           |
| 25                                   | 2 septembre 2011                     | Qemal Stafa Stadium, Tirana, Albanie                        | Albanie                              | 1 - 2                                | Éliminatoires Euro 2012                        | Titulaire.                           |
| 26                                   | 6 septembre 2011                     | Arena Națională, Bucarest, Roumanie                         | Roumanie                             | 0 - 0                                | Éliminatoires Euro 2012                        | Titulaire.                           |
| 27                                   | 7 octobre 2011                       | Stade de France, Saint-Denis, France                        | Albanie                              | 3 - 0                                | Éliminatoires Euro 2012                        | Titulaire.                           |
| 28                                   | 11 octobre 2011                      | Stade de France, Saint-Denis, France                        | Bosnie-Herzégovine                   | 1 - 1                                | Éliminatoires Euro 2012                        | Titulaire.                           |
| 29                                   | 11 novembre 2011                     | Stade de France, Saint-Denis, France                        | États-Unis                           | 1 - 0                                | Match amical                                   | Titulaire.                           |
| 30                                   | 15 novembre 2011                     | Stade de France, Saint-Denis, France                        | Belgique                             | 0 - 0                                | Match amical                                   | Titulaire.                           |
| 31                                   | 29 février 2012                      | Weserstadion, Brême, Allemagne                              | Allemagne                            | 1 - 2                                | Match amical                                   | Titulaire.                           |
| 32                                   | 31 mai 2012                          | Stade Auguste-Delaune, Reims, France                        | Serbie                               | 2 - 0                                | Match amical                                   | Titulaire.                           |
| 33                                   | 5 juin 2012                          | MMArena, Le Mans, France                                    | Estonie                              | 4 - 0                                | Match amical                                   | Titulaire.                           |
| 34                                   | 11 juin 2012                         | Donbass Arena, Donetsk, Ukraine                             | Angleterre                           | 1 - 1                                | Euro 2012                                      | Titulaire.                           |
| 35                                   | 15 juin 2012                         | Donbass Arena, Donetsk, Ukraine                             | Ukraine                              | 0 - 2                                | Euro 2012                                      | Titulaire.                           |
| 36                                   | 19 juin 2012                         | Stade olympique, Kiev, Ukraine                              | Suède                                | 2 - 0                                | Euro 2012                                      | Titulaire.                           |
| 37                                   | 23 juin 2012                         | Donbass Arena, Donetsk, Ukraine                             | Espagne                              | 2 - 0                                | Euro 2012                                      | Titulaire.                           |
| 38                                   | 15 août 2012                         | Stade Océane, Le Havre, France                              | Uruguay                              | 0 - 0                                | Match amical                                   | Titulaire.                           |
| 39                                   | 7 septembre 2012                     | Stade olympique d'Helsinki, Helsinki, Finlande              | Finlande                             | 0 - 1                                | Éliminatoires Coupe du monde 2014              | Titulaire.                           |
| 40                                   | 11 septembre 2012                    | Stade de France, Saint-Denis, France                        | Biélorussie                          | 3 - 1                                | Éliminatoires Coupe du monde 2014              | Titulaire.                           |
| 41                                   | 12 octobre 2012                      | Stade de France, Saint-Denis, France                        | Japon                                | 0 - 1                                | Match amical                                   | Titulaire.                           |
| 42                                   | 16 octobre 2012                      | Stade Vicente-Calderón, Madrid, Espagne                     | Espagne                              | 1 - 1                                | Éliminatoires Coupe du monde 2014              | Titulaire.                           |
| 43                                   | 14 novembre 2012                     | Stade Ennio-Tardini, Parme, Italie                          | Italie                               | 1 - 2                                | Match amical                                   | Titulaire.                           |
| 44                                   | 6 février 2013                       | Stade de France, Saint-Denis, France                        | Allemagne                            | 1 - 2                                | Match amical                                   | Titulaire.                           |
| 45                                   | 22 mars 2013                         | Stade de France, Saint-Denis, France                        | Géorgie                              | 3 - 1                                | Éliminatoires Coupe du monde 2014              | Titulaire.                           |
| 46                                   | 26 mars 2013                         | Stade de France, Saint-Denis, France                        | Espagne                              | 0 - 1                                | Éliminatoires Coupe du monde 2014              | Titulaire.                           |
| 47                                   | 9 juin 2013                          | Arena do Grêmio, Porto Alegre, Brésil                       | Brésil                               | 3 - 0                                | Match amical                                   | Titulaire.                           |
| 48                                   | 14 août 2013                         | Stade Roi Baudouin, Bruxelles, Belgique                     | Belgique                             | 0 - 0                                | Match amical                                   | Titulaire.                           |
| 49                                   | 6 septembre 2013                     | Stade Boris-Paichadze, Tbilissi, Géorgie                    | Géorgie                              | 0 - 0                                | Éliminatoires Coupe du monde 2014              | Titulaire.                           |
| 50                                   | 10 septembre 2013                    | Stade central, Gomel, Biélorussie                           | Biélorussie                          | 2 - 4                                | Éliminatoires Coupe du monde 2014              | Titulaire.                           |
| 51                                   | 11 octobre 2013                      | Parc des Princes, Paris, France                             | Australie                            | 6 - 0                                | Match amical                                   | Titulaire.                           |
| 52                                   | 15 octobre 2013                      | Stade de France, Saint-Denis, France                        | Finlande                             | 3 - 0                                | Éliminatoires Coupe du monde 2014              | Titulaire.                           |
| 53                                   | 15 novembre 2013                     | Stade olympique, Kiev, Ukraine                              | Ukraine                              | 2 - 0                                | Barrages Coupe du monde 2014                   | Titulaire.                           |
| 54                                   | 19 novembre 2013                     | Stade de France, Saint-Denis, France                        | Ukraine                              | 3 - 0                                | Barrages Coupe du monde 2014                   | Titulaire.                           |
| 55                                   | 5 mars 2014                          | Stade de France, Saint-Denis, France                        | Pays-Bas                             | 2 - 0                                | Match amical                                   | Titulaire.                           |
| 56                                   | 1er juin 2014                        | Allianz Riviera, Nice, France                               | Paraguay                             | 1 - 1                                | Match amical                                   | Titulaire.                           |
| 57                                   | 8 juin 2014                          | Stade Pierre-Mauroy, Villeneuve-d'Ascq, France              | Jamaïque                             | 8 - 0                                | Match amical                                   | Titulaire.                           |
| 58                                   | 15 juin 2014                         | Stade José-Pinheiro-Borda, Porto Alegre, Brésil             | Honduras                             | 3 - 0                                | Coupe du monde 2014                            | Titulaire.                           |
| 59                                   | 20 juin 2014                         | Itaipava Arena Fonte Nova, Salvador, Brésil                 | Suisse                               | 2 - 5                                | Coupe du monde 2014                            | Titulaire.                           |
| 60                                   | 25 juin 2014                         | Stade Maracanã, Rio de Janeiro, Brésil                      | Équateur                             | 0 - 0                                | Coupe du monde 2014                            | Titulaire.                           |
| 61                                   | 30 juin 2014                         | Stade national de Brasilia Mané-Garrincha, Brasilia, Brésil | Nigeria                              | 2 - 0                                | Coupe du monde 2014                            | Titulaire.                           |
| 62                                   | 4 juillet 2014                       | Stade Maracanã, Rio de Janeiro, Brésil                      | Allemagne                            | 0 - 1                                | Coupe du monde 2014                            | Titulaire.                           |
| 63                                   | 4 septembre 2014                     | Stade de France, Saint-Denis, France                        | Espagne                              | 1 - 0                                | Match amical                                   | Titulaire.                           |
| 64                                   | 7 septembre 2014                     | Stade du Partizan, Belgrade, Serbie                         | Serbie                               | 1 - 1                                | Match amical                                   | Titulaire.                           |
| 65                                   | 14 novembre 2014                     | Roazhon Park, Rennes, France                                | Albanie                              | 1 - 1                                | Match amical                                   | Titulaire.                           |
| 66                                   | 7 juin 2015                          | Stade de France, Saint-Denis, France                        | Belgique                             | 3 - 4                                | Match amical                                   | Titulaire.                           |
| 67                                   | 13 juin 2015                         | Elbasan Arena, Elbasan, Albanie                             | Albanie                              | 1 - 0                                | Match amical                                   | Titulaire.                           |
| 68                                   | 4 septembre 2015                     | Estádio Alvalade, Lisbonne, Portugal                        | Portugal                             | 0 - 1                                | Match amical                                   | Titulaire.                           |
| 69                                   | 7 septembre 2015                     | Matmut Atlantique, Bordeaux, France                         | Serbie                               | 2 - 1                                | Match amical                                   | Titulaire.                           |
| 70                                   | 8 octobre 2015                       | Allianz Riviera, Nice, France                               | Arménie                              | 4 - 0                                | Match amical                                   | Titulaire.                           |
| 71                                   | 13 novembre 2015                     | Stade de France, Saint-Denis, France                        | Allemagne                            | 2 - 0                                | Match amical                                   | Titulaire.                           |
| 72                                   | 17 novembre 2015                     | Wembley Stadium, Londres, Angleterre                        | Angleterre                           | 2 - 0                                | Match amical                                   | Titulaire.                           |
| 73                                   | 29 mars 2016                         | Stade de France, Saint-Denis, France                        | Russie                               | 4 - 2                                | Match amical                                   | Titulaire.                           |
| 74                                   | 30 mai 2016                          | Stade de la Beaujoire, Nantes, France                       | Cameroun                             | 3 - 2                                | Match amical                                   | Titulaire.                           |
| 75                                   | 4 juin 2016                          | Stade Saint-Symphorien, Longeville-lès-Metz, France         | Écosse                               | 3 - 0                                | Match amical                                   | Titulaire.                           |
| 76                                   | 10 juin 2016                         | Stade de France, Saint-Denis, France                        | Roumanie                             | 2 - 1                                | Euro 2016                                      | Titulaire.                           |
| 77                                   | 15 juin 2016                         | Stade Vélodrome, Marseille, France                          | Albanie                              | 2 - 0                                | Euro 2016                                      | Titulaire.                           |
| 78                                   | 19 juin 2016                         | Stade Pierre-Mauroy, Villeneuve-d'Ascq, France              | Suisse                               | 0 - 0                                | Euro 2016                                      | Titulaire.                           |
| 79                                   | 26 juin 2016                         | Parc Olympique lyonnais, Décines-Charpieu, France           | République d'Irlande                 | 2 - 1                                | Euro 2016                                      | Titulaire.                           |
| 80                                   | 3 juillet 2016                       | Stade de France, Saint-Denis, France                        | Islande                              | 5 - 2                                | Euro 2016                                      | Titulaire.                           |
| 81                                   | 7 juillet 2016                       | Stade Vélodrome, Marseille, France                          | Allemagne                            | 2 - 0                                | Euro 2016                                      | Titulaire.                           |
| 82                                   | 10 juillet 2016                      | Stade de France, Saint-Denis, France                        | Portugal                             | 0 - 1                                | Euro 2016                                      | Titulaire.                           |
| 83                                   | 7 octobre 2016                       | Stade de France, Saint-Denis, France                        | Bulgarie                             | 4 - 1                                | Éliminatoires Coupe du monde 2018              | Titulaire.                           |
| 84                                   | 10 octobre 2016                      | Johan Cruyff ArenA, Amsterdam, Pays-Bas                     | Pays-Bas                             | 0 - 1                                | Éliminatoires Coupe du monde 2018              | Titulaire.                           |
| 85                                   | 11 novembre 2016                     | Stade de France, Saint-Denis, France                        | Suède                                | 2 - 1                                | Éliminatoires Coupe du monde 2018              | Titulaire.                           |
| 86                                   | 25 mars 2017                         | Stade Josy-Barthel, Luxembourg, Luxembourg                  | Luxembourg                           | 1 - 3                                | Éliminatoires Coupe du monde 2018              | Titulaire.                           |
| 87                                   | 28 mars 2017                         | Stade de France, Saint-Denis, France                        | Espagne                              | 0 - 2                                | Match amical                                   | Titulaire.                           |
| 88                                   | 2 juin 2017                          | Roazhon Park, Rennes, France                                | Paraguay                             | 5 - 0                                | Match amical                                   | Titulaire.                           |
| 89                                   | 9 juin 2017                          | Friends Arena, Solna, Suède                                 | Suède                                | 2 - 1                                | Éliminatoires Coupe du monde 2018              | Titulaire.                           |
| 90                                   | 13 juin 2017                         | Stade de France, Saint-Denis, France                        | Angleterre                           | 3 - 2                                | Match amical                                   | Titulaire.                           |
| 91                                   | 31 août 2017                         | Stade de France, Saint-Denis, France                        | Pays-Bas                             | 4 - 0                                | Éliminatoires Coupe du monde 2018              | Titulaire.                           |
| 92                                   | 4 septembre 2017                     | Stadium de Toulouse, Toulouse, France                       | Luxembourg                           | 0 - 0                                | Éliminatoires Coupe du monde 2018              | Titulaire.                           |
| 93                                   | 7 octobre 2017                       | Stade national Vassil-Levski, Sofia, Bulgarie               | Bulgarie                             | 0 - 1                                | Éliminatoires Coupe du monde 2018              | Titulaire.                           |
| 94                                   | 10 octobre 2017                      | Stade de France, Saint-Denis, France                        | Biélorussie                          | 2 - 1                                | Éliminatoires Coupe du monde 2018              | Titulaire.                           |
| 95                                   | 23 mars 2018                         | Stade de France, Saint-Denis, France                        | Colombie                             | 2 - 3                                | Match amical                                   | Titulaire.                           |
| 96                                   | 27 mars 2018                         | Gazprom Arena, Saint-Pétersbourg, Russie                    | Russie                               | 1 - 3                                | Match amical                                   | Titulaire.                           |
| 97                                   | 1er juin 2018                        | Allianz Riviera, Nice, France                               | Italie                               | 3 - 1                                | Match amical                                   | Titulaire.                           |
| 98                                   | 9 juin 2018                          | Parc Olympique lyonnais, Décines-Charpieu, France           | États-Unis                           | 1 - 1                                | Match amical                                   | Titulaire.                           |
| 99                                   | 16 juin 2018                         | Kazan Arena, Kazan, Russie                                  | Australie                            | 2 - 1                                | Coupe du monde 2018                            | Titulaire.                           |
| 100                                  | 21 juin 2018                         | Iekaterinbourg Arena, Iekaterinbourg, Russie                | Pérou                                | 1 - 0                                | Coupe du monde 2018                            | Titulaire.                           |
| 101                                  | 30 juin 2018                         | Kazan Arena, Kazan, Russie                                  | Argentine                            | 4 - 3                                | Coupe du monde 2018                            | Titulaire.                           |
| 102                                  | 6 juillet 2018                       | Stade de Nijni Novgorod, Nijni Novgorod, Russie             | Uruguay                              | 2 - 0                                | Coupe du monde 2018                            | Titulaire.                           |
| 103                                  | 10 juillet 2018                      | Gazprom Arena, Saint-Pétersbourg, Russie                    | Belgique                             | 1 - 0                                | Coupe du monde 2018                            | Titulaire.                           |
| 104                                  | 15 juillet 2018                      | Stade Loujniki, Moscou, Russie                              | Croatie                              | 4 - 2                                | Coupe du monde 2018                            | Titulaire.                           |
| 105                                  | 11 octobre 2018                      | Stade du Roudourou, Guingamp, France                        | Islande                              | 2 - 2                                | Match amical                                   | Titulaire.                           |
| 106                                  | 16 octobre 2018                      | Stade de France, Saint-Denis, France                        | Allemagne                            | 2 - 1                                | Ligue des nations 2018-2019                    | Titulaire.                           |
| 107                                  | 16 novembre 2018                     | Stade De Kuip, Rotterdam, Pays-Bas                          | Pays-Bas                             | 2 - 0                                | Ligue des nations 2018-2019                    | Titulaire.                           |
| 108                                  | 20 novembre 2018                     | Stade de France, Saint-Denis, France                        | Uruguay                              | 1 - 0                                | Match amical                                   | Titulaire.                           |
| 109                                  | 22 mars 2019                         | Stade Zimbru, Chișinău, Moldavie                            | Moldavie                             | 1 - 4                                | Éliminatoires Euro 2020                        | Titulaire.                           |
| 110                                  | 25 mars 2019                         | Stade de France, Saint-Denis, France                        | Islande                              | 4 - 0                                | Éliminatoires Euro 2020                        | Titulaire.                           |
| 111                                  | 8 juin 2019                          | Stade de Konya, Konya, Turquie                              | Turquie                              | 2 - 0                                | Éliminatoires Euro 2020                        | Titulaire.                           |
| 112                                  | 11 juin 2019                         | Estatdi Nacional, Andorre-la-Vieille, Andorre               | Andorre                              | 0 - 4                                | Éliminatoires Euro 2020                        | Titulaire.                           |
| 113                                  | 7 septembre 2019                     | Stade de France, Saint-Denis, France                        | Albanie                              | 4 - 1                                | Éliminatoires Euro 2020                        | Titulaire.                           |
| 114                                  | 10 septembre 2019                    | Stade de France, Saint-Denis, France                        | Andorre                              | 3 - 0                                | Éliminatoires Euro 2020                        | Titulaire.                           |
| 115                                  | 5 septembre 2019                     | Friends Arena, Solna, Suède                                 | Suède                                | 0 - 1                                | Ligue des nations 2020-2021                    | Titulaire.                           |
| 116                                  | 8 septembre 2019                     | Stade de France, Saint-Denis, France                        | Croatie                              | 4 - 2                                | Ligue des nations 2020-2021                    | Titulaire.                           |
| 117                                  | 11 octobre 2020                      | Stade de France, Saint-Denis, France                        | Portugal                             | 0 - 0                                | Ligue des nations 2020-2021                    | Titulaire.                           |
| 118                                  | 14 octobre 2020                      | Stade Maksimir, Zagreb, Croatie                             | Croatie                              | 1 - 2                                | Ligue des nations 2020-2021                    | Titulaire.                           |
| 119                                  | 14 novembre 2020                     | Estádio da Luz, Lisbonne, Portugal                          | Portugal                             | 0 - 1                                | Ligue des nations 2020-2021                    | Titulaire.                           |
| 120                                  | 17 novembre 2020                     | Stade de France, Saint-Denis, France                        | Suède                                | 4 - 2                                | Ligue des nations 2020-2021                    | Titulaire.                           |
| 121                                  | 24 mars 2021                         | Stade de France, Saint-Denis, France                        | Ukraine                              | 1 - 1                                | Éliminatoires Coupe du monde 2022              | Titulaire.                           |
| 122                                  | 28 mars 2021                         | Astana Arena, Noursoultan, Kazakhstan                       | Kazakhstan                           | 0 - 2                                | Éliminatoires Coupe du monde 2022              | Titulaire.                           |
| 123                                  | 31 mars 2021                         | Stade Grbavica, Sarajevo, Bosnie-Herzégovine                | Bosnie-Herzégovine                   | 0 - 1                                | Éliminatoires Coupe du monde 2022              | Titulaire.                           |
| 124                                  | 2 juin 2021                          | Allianz Riviera, Nice, France                               | Pays de Galles                       | 3 - 0                                | Match amical                                   | Titulaire.                           |
| 125                                  | 8 juin 2021                          | Stade de France, Saint-Denis, France                        | Bulgarie                             | 3 - 0                                | Match amical                                   | Titulaire.                           |
| 126                                  | 15 juin 2021                         | Allianz Arena, Munich, Allemagne                            | Allemagne                            | 1 - 0                                | Euro 2020                                      | Titulaire.                           |
| 127                                  | 19 juin 2021                         | Stade Ferenc-Puskás, Budapest, Hongrie                      | Hongrie                              | 1 - 1                                | Euro 2020                                      | Titulaire.                           |
| 128                                  | 23 juin 2021                         | Stade Ferenc-Puskás, Budapest, Hongrie                      | Portugal                             | 2 - 2                                | Euro 2020                                      | Titulaire.                           |
| 129                                  | 28 juin 2021                         | Arena Națională, Bucarest, Roumanie                         | Suisse                               | 3 - 3 4-5 t.a.b                      | Euro 2020                                      | Titulaire.                           |
| 130                                  | 1er septembre 2021                   | Stade de la Meinau, Strasbourg, France                      | Bosnie-Herzégovine                   | 1 - 1                                | Éliminatoires Coupe du monde 2022              | Titulaire.                           |
| 131                                  | 4 septembre 2021                     | Stade olympique de Kiev, Kiev, Ukraine                      | Ukraine                              | 1 - 1                                | Éliminatoires Coupe du monde 2022              | Titulaire.                           |
| 132                                  | 7 septembre 2021                     | Parc Olympique lyonnais, Décines-Charpieu, France           | Finlande                             | 2 - 0                                | Éliminatoires Coupe du monde 2022              | Titulaire.                           |
| 133                                  | 7 octobre 2021                       | Juventus Stadium, Turin, Italie                             | Belgique                             | 2 - 3                                | Phase finale de la Ligue des nations 2020-2021 | Titulaire.                           |
| 134                                  | 10 octobre 2021                      | Stade San Siro, Milan, Italie                               | Espagne                              | 1 - 2                                | Phase finale de la Ligue des nations 2020-2021 | Titulaire.                           |
| 135                                  | 13 novembre 2021                     | Parc des Princes, Paris, France                             | Kazakhstan                           | 8 - 0                                | Éliminatoires Coupe du monde 2022              | Titulaire.                           |
| 136                                  | 16 novembre 2021                     | Stade olympique d'Helsinki, Helsinki, Finlande              | Finlande                             | 0 - 2                                | Éliminatoires Coupe du monde 2022              | Titulaire.                           |
| 137                                  | 25 mars 2022                         | Stade Vélodrome, Marseille, France                          | Côte d'Ivoire                        | 2 - 1                                | Match amical                                   | Titulaire.                           |
| 138                                  | 3 juin 2022                          | Stade de France, Saint-Denis, France                        | Danemark                             | 1 - 2                                | Ligue des nations 2022-2023                    | Titulaire.                           |
| 139                                  | 10 juin 2022                         | Stade Ernst-Happel, Vienne, Autriche                        | Autriche                             | 1 - 1                                | Ligue des nations 2022-2023                    | Titulaire.                           |
| 140                                  | 22 novembre 2022                     | Stade Al-Janoub, Al Wakrah, Qatar                           | Australie                            | 4 - 1                                | Coupe du monde 2022                            | Titulaire.                           |
| 141                                  | 26 novembre 2022                     | Stade 974, Doha, Qatar                                      | Danemark                             | 2 - 1                                | Coupe du monde 2022                            | Titulaire.                           |
| 142                                  | 4 décembre 2022                      | Stade Al-Thumama, Doha, Qatar                               | Pologne                              | 3 - 1                                | Coupe du monde 2022                            | Titulaire.                           |
| 143                                  | 10 décembre 2022                     | Stade Al-Bayt, Al-Khor, Qatar                               | Angleterre                           | 1 - 2                                | Coupe du monde 2022                            | Titulaire.                           |
| 144                                  | 14 décembre 2022                     | Stade Al-Bayt, Al-Khor, Qatar                               | Maroc                                | 2 - 0                                | Coupe du monde 2022                            | Titulaire.                           |
| 145                                  | 18 décembre 2022                     | Stade de Lusail, Lusail, Qatar                              | Argentine                            | 3 - 3 4-2 t.a.b                      | Coupe du monde 2022                            | Titulaire.                           |

## Palmarès

### En club
| OGC Nice                                | Olympique lyonnais (2) | Tottenham Hotspur | Los Angeles FC (1)                                                              |
| --------------------------------------- | --- | --- | ------------------------------------------------------------------------------- |
| - Coupe de la Ligue - Finaliste : 2006. | - Coupe de France (1) - Vainqueur : 2012. - Championnat de France - Vice-champion : 2010 - Trophée des champions (1) - Vainqueur en 2012. - Finaliste : 2008. - Coupe de la Ligue - Finaliste : 2012. | - Ligue des champions - Finaliste : 2019. - Championnat d'Angleterre - Vice-champion : 2017 - Coupe de la Ligue - Finaliste : 2015 et 2021. | - Leagues Cup - Finaliste : 2024. - Coupe des États-unis (1) - Vainqueur : 2024 |

### Sélection nationale
| Équipe de France (2) | Équipe de France espoirs (1)            | Équipe de France -19 (1)                          |
| --- | --------------------------------------- | ------------------------------------------------- |
| - Coupe du monde (1) - Vainqueur : 2018. - Finaliste : 2022. - Ligue des nations (1) - Vainqueur : 2021. - Championnat d'Europe - Finaliste : 2016 | - Tournoi de Toulon - Vainqueur : 2006. | - Championnat d'Europe -19 ans - Vainqueur : 2005 |

## Distinctions personnelles

### Récompenses individuelles
- Meilleur gardien du Tournoi de Toulon en 2006.
- Meilleur joueur de l'année 2012 de l'équipe de France[180].
- Élu « étoile d'or » France Football des gardiens en 2008, 2010 et 2011.
- Élu meilleur gardien de Ligue 1 aux Trophées UNFP en 2009[181], 2010[182] et 2012.
- Membre de l'équipe type de Ligue 1 en 2009, 2010 et 2012.
- Trophée du joueur du mois UNFP en septembre 2009.
- Meilleur sportif niçois en 2008 (Aiglon d'or).
- Meilleur sportif lyonnais en 2010 (Lion d'or)[183].
- Nommé meilleur gardien de Londres pour la saison 2016-2017[184].
- Nommé au Ballon d'or en 2016, 2018 et en 2019.
- Nommé pour le Trophée UNFP du meilleur joueur français évoluant à l'étranger en 2019 et en 2021.
- Nommé pour le Trophée Yachine en 2019 et en 2022.
- Joueur le plus capé de l'histoire de l'équipe de France.
- Record du brassard de capitaines de l'histoire de l'équipe de France.
- Joueur le plus capé de Tottenham en championnat sur l'ère de la Premier League[109].
- Joueur français de l'histoire à avoir disputé quatre Coupe du monde en 2010, 2014, 2018 et 2022 (à égalité avec Thierry Henry)[185].
- Gardien de but le plus capé de l'histoire de la Coupe du monde (avec 20 matchs)[186].

### Classements au Ballon d'or
| Années | Classements | % des suffrages | Clubs             | Vainqueurs                  |
| ------ | ----------- | --------------- | ----------------- | --------------------------- |
| 2016   | 20e         | 0 %             | Tottenham Hotspur | Cristiano Ronaldo (47,85 %) |
| 2018   | 29e         | 0 %             | Tottenham Hotspur | Luka Modrić (26,14 %)       |
| 2019   | 23e         | 0,11 %          | Tottenham Hotspur | Lionel Messi (24,36 %)      |

## Décoration
Chevalier de la Légion d'honneur. Par décret du président de la République en date du 31 décembre 2018, tous les membres de l'équipe de France championne du monde 2018 sont promus au grade de Chevalier de la Légion d'honneur.

## Autres informations

### Vie personnelle
Hugo Lloris est issu d'un milieu aisé : son père, d'origine catalane (France), est banquier à Monte-Carlo et sa mère, morte en 2008, était avocate,. Avant de choisir de se focaliser exclusivement sur le football à l'âge de 13 ans, Hugo Lloris excelle dans le tennis au point d'être classé parmi les meilleurs nationaux de son âge. Il opte pour des études scientifiques qu'il suit au lycée public Thierry-Maulnier à Nice, avec l'accord de son club d'alors, l'OGC Nice, et obtient son baccalauréat S en pleine préparation de l’Euro 2005 avec l'équipe de France des moins de 19 ans.
Le 23 septembre 2010, sa compagne Marine, qu'il a rencontrée sur les bancs du lycée, donne naissance à une fille nommée Anna-Rose. Le couple se marie le 6 juillet 2012 à l'église Saint-François-de-Paule, dans le Vieux-Nice,. Ils sont à nouveau parents d'une petite Giuliana née le 24 février 2014. Sa compagne donne naissance à un troisième enfant, un petit garçon prénommé Léandro né le 20 septembre 2019.

### Sponsors
Ancien ambassadeur de Uhlsport, Hugo Lloris est équipé par la marque Reusch en ce qui concerne ses gants de gardien tandis qu'il porte des Nike Tiempo Legend aux pieds. En 2018, alors qu'il est toujours équipé par Uhlsport, le gardien français voit la marque créer une paire de gants portant son nom : les Aerored Supergrip Lloris qu'il porte pendant la Coupe du monde en Russie.

### Condamnation
Dans la nuit du 23 au 24 août 2018, il est arrêté par la police britannique puis placé en cellule de dégrisement pendant sept heures avant d'être inculpé pour conduite en état d'ivresse ; son alcoolémie était de deux fois la limite légale. Libéré sous caution, il se présente face aux magistrats le 11 septembre ; condamné le lendemain après avoir plaidé coupable, il écope de vingt mois de suspension de permis et de 56 000 euros d'amende,.

## Culture populaire
Hugo Lloris apparaît sur la jaquette française du jeu vidéo FIFA 11 aux côtés de Karim Benzema et de Wayne Rooney.
À l'occasion de la Coupe du monde 2010, Les Guignols de l'info créent une marionnette à son effigie.
Hugo Lloris fait un caméo dans son propre rôle dans le film de Tarek Boudali, 30 Jours max, sorti en 2020.